# Michelle Bolsonaro
Michelle de Paula Firmo Reinaldo Bolsonaro GOMD • GOMJT • GCRB (Ceilândia, 22 de março de 1982) é a atual esposa do 38.° Presidente do Brasil, Jair Bolsonaro, tendo sido a primeira-dama do país de 1 de janeiro de 2019 a 1 de janeiro de 2023.
Natural de Ceilândia, região administrativa do Distrito Federal, concluiu seus estudos em escola pública e trabalhou como secretária parlamentar entre 2004 e 2008 na Câmara dos Deputados, onde conheceu seu futuro marido, Jair Bolsonaro. Já com uma filha, Letícia Firmo, casou-se em 2007 com o então deputado federal, com quem teve outra filha, Laura Bolsonaro.
Membro da Igreja Batista Atitude, é defensora de causas sociais relacionadas a pessoas com deficiência, com visibilidade em doenças raras, inclusão digital, conscientização sobre autismo, inclusão de Libras nas escolas e outros projetos sociais. Apesar de suas posições, o Conselho Nacional dos Direitos da Pessoa com Deficiência (Conade) foi extinto em 2019, durante o governo Bolsonaro, por meio de decreto presidencial.
Michelle tornou-se a primeira primeira-dama brasileira a discursar no parlatório do Palácio do Planalto durante uma posse presidencial. Ela, que faz parte do Ministério de Surdos e Mudos da Igreja Batista Atitude, onde atuava como intérprete de Libras nos cultos, discursou em Língua Brasileira de Sinais (Libras).
No tradicional pronunciamento do presidente da República na véspera de Natal, na noite do dia 24 de dezembro de 2019, pela primeira vez na história, uma primeira-dama realizou um discurso ao lado do presidente em rede nacional de rádio e televisão. Michelle, que vestia uma camisa vermelha com o nome "Jesus", desejou "um natal abençoado para todos os brasileiros" e destacou que "juntos, com amor e dedicação, podemos construir um Brasil mais justo, mais inclusivo e mais solidário para todos".

## Biografia

### Família e criação
Nascida no Hospital Regional de Ceilândia, uma região administrativa do Distrito Federal, Michelle de Paula é filha de Maria das Graças Firmo Ferreira e de Vicente de Paulo Reinaldo. O pai, natural de Crateús, no Ceará, é um motorista de ônibus aposentado, cujo apelido, "Paulo Negão", tornou-se notório nacionalmente através do uso em discursos por parte de Jair Bolsonaro para defender-se de acusações de racismo. Já a mãe de Michelle é natural de Presidente Olegário, em Minas Gerais. Os pais de Michelle foram morar na capital do país na década de 1970 e se separaram quando ela ainda era criança.
Ambos os pais de Michelle acabaram casando novamente e tendo os seus quatro meios-irmãos: a mãe Maria das Graças com o padrasto Antônio Wilton Farias Lima, de quem teve três filhos: Suyane Lanuze, Geovanna Kathleen e Yuri Daniel; enquanto o pai Vicente Reinaldo casou-se com a madrasta Maísa Torres, de quem teve um filho, Diego Torres Dourado (nascido em 1988), membro da Força Aérea Brasileira. Maísa já tinha um filho de uma relação anterior: Carlos Eduardo Antunes Torres (nascido em 1986), que é fotógrafo, cinegrafista e motorista de Uber, além de ex-candidato a deputado distrital pelo Partido Republicano Progressista (PRP). O pai e a madrasta de Michelle tornaram-se donos de um pequeno negócio de confecção, produção e promoção de eventos.
Michelle cresceu em Ceilândia Norte, em uma casa improvisada nos fundos de um lote que pertencia à família de sua mãe Maria das Graças. Declarou que perdeu vários amigos adolescentes para o tráfico de drogas na região. Em 2014, o seu avô materno, Ibraim Firmo Ferreira, um gari aposentado, foi vítima de latrocínio em Planaltina.
Concluiu o ensino médio em escola pública em Ceilândia e precisou ajudar nas despesas domésticas da família. Seu primeiro emprego foi em um supermercado da rede Carrefour e, depois, na rede Extra como demonstradora de produtos, chegando a vestir fantasia de um pacote de macarrão para divulgar a marca.
Em Brasília, trabalhou também como promotora de eventos prestando serviços para várias empresas. Chegou também, na juventude, a fazer alguns trabalhos como modelo, porém abandonou tais atividades por conselho de uma missionária de uma igreja evangélica que frequentava. Em 2004, ela trabalhou como sommelier para a Vinícola Aurora, na gerência de vendas do escritório da empresa em Brasília. Logo em seguida, conseguiu um emprego na Câmara dos Deputados.
Interessada pela área de saúde, Michelle Bolsonaro chegou a se inscrever em farmácia na Universidade Estácio de Sá, mas jamais iniciou o curso. Posteriormente, começou o curso de Letras, na modalidade à distância, na mesma instituição de ensino.

### Câmara e relacionamento com Bolsonaro
Michelle trabalhou como funcionária na Câmara dos Deputados entre 2004 e 2008. Ela começou no gabinete parlamentar do deputado Vanderlei Assis (PP-SP), cujo mandato foi recomendado para ser anulado pela Comissão Parlamentar de Inquérito para o "Escândalo dos Sanguessugas" em agosto de 2006. Mais tarde, tornou-se secretária do deputado Marco Aurélio Ubiali (PSB-SP). Em junho de 2007, Michelle foi indicada para o mesmo cargo na liderança do Partido Progressista (PP), permanecendo até setembro.
Nesse período, ela teve o primeiro contato com seu futuro marido, então deputado federal pelo Progressistas. Em 18 de setembro de 2007, Michelle tornou-se secretária parlamentar de Bolsonaro. Apenas nove dias depois, assinaram um acordo pré-nupcial no 1.º Cartório Público de Brasília. Após cerca de 6 meses de relacionamento eles registraram sua união civil, em 28 de novembro de 2007. Em 2008, foi exonerada do cargo de secretária parlamentar após o STF (Supremo Tribunal Federal) entender que a Constituição de 1988 proibia o nepotismo na administração pública.

### Vida pessoal

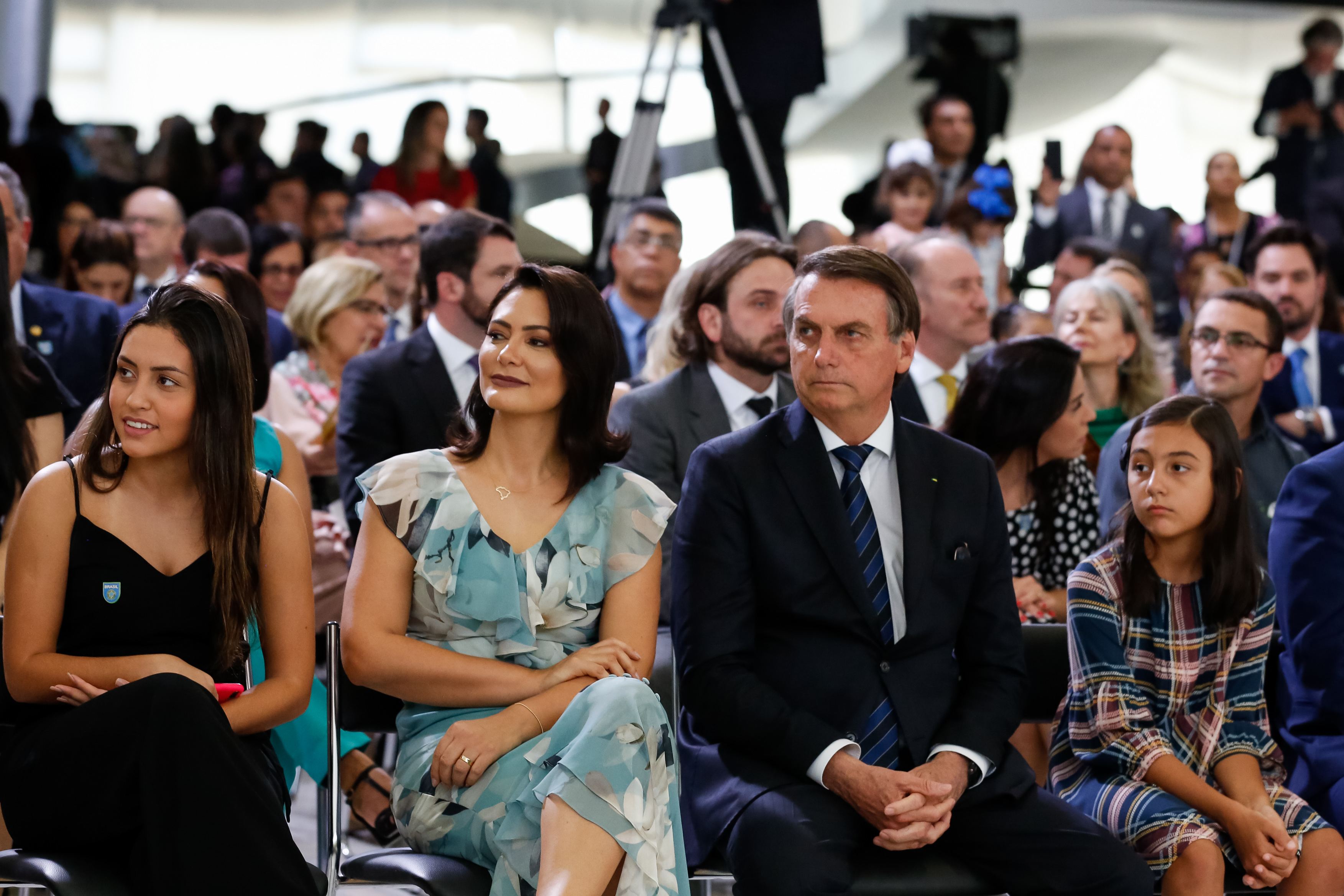
Michelle ao lado do marido e das duas filhas, Letícia e Laura, em dezembro de 2019

Michelle, que prefere ser chamada por seu nome composto, Michelle de Paula, tem duas filhas: Letícia Marianna Firmo da Silva, fruto de seu relacionamento anterior com Marcos Santos da Silva, e Laura Bolsonaro, fruto do casamento com Jair Bolsonaro.
Em 2010, Michelle Bolsonaro deu à luz a filha do casal, Laura. Seu desejo de ser mãe novamente fez com que Jair Bolsonaro desfizesse sua vasectomia no hospital central do Exército. A família estabeleceu residência em uma casa em condomínio fechado na Barra da Tijuca. Seu casamento com Bolsonaro, em 21 de março de 2013, ocorreu em uma casa de festas no Alto da Boa Vista, no Rio de Janeiro. A data foi escolhida para coincidir com os aniversários de Jair e Michelle, 21 e 22 de março, respectivamente.
A pedido da própria noiva, a cerimônia de 150 convidados foi conduzida pelo pastor Silas Malafaia, um dos líderes da Assembleia de Deus Vitória em Cristo (Advec), da qual Bolsonaro era um membro ativo e frequentador até 2016.
Atualmente, Michelle faz parte do Ministério de Surdos da Igreja Batista Atitude, na Barra da Tijuca, onde atua como intérprete de Libras nos cultos.

## Campanha de Bolsonaro
Durante grande parte da campanha eleitoral de Bolsonaro, Michelle Bolsonaro não se envolveu ativamente, mantendo-se discreta e reservada para evitar ataques por parte da mídia, mas seguindo o caminho do marido nos bastidores.
Sua primeira aparição pública em propaganda eleitoral ocorreu em 25 de outubro de 2018, três dias antes do segundo turno das eleições de 2018, entre Bolsonaro e Fernando Haddad. Na propaganda, ela elogiou o marido como "um ser humano maravilhoso" e "brincalhão". Após o ataque contra Bolsonaro em Juiz de Fora, em 6 de setembro de 2018, Michelle acompanhou o marido durante a recuperação cirúrgica no Hospital Israelita Albert Einstein, em São Paulo.

## Primeira-dama do Brasil
Poucos dias após o término das eleições de 2018, que deu vitória a Bolsonaro, Michelle se encontrou com a primeira-dama Marcela Temer no Palácio da Alvorada. Antes, esteve na sede do Centro Cultural Banco do Brasil (CBBB), onde admitiu que, ao assumir a função em janeiro seguinte, se engajaria em causas sociais que fossem possíveis sua participação; e expôs seu foco principal em pessoas que possuem necessidades especiais.
|                                                                               |  | |
| A primeira-dama Michelle ao lado do marido, Jair Bolsonaro, na posse em 2019. |  | O presidente Jair Bolsonaro, a primeira-dama Michelle, o vice-presidente Hamilton Mourão e a segunda-dama Paula Mourão. |

Na tradicional solenidade de posse, Michelle Bolsonaro surpreendeu ao discursar em Libras no parlatório do Palácio do Planalto, sendo a primeira cônjuge de um presidente da República a direcionar-se à Nação brasileira.  Em seu discurso, reiterou seu compromisso em ações sociais voltadas as pessoas com deficiência:

Gostaria, de modo muito especial, de dirigir-me à comunidade surda, às pessoas com deficiência e a todos aqueles que se sentem esquecidos: vocês serão valorizados e terão seus direitos respeitados. Tenho esse chamado no meu coração e desejo contribuir na promoção do ser humano.
Em 29 de março de 2019, Michelle e Jair Bolsonaro participaram de um chá beneficente organizado pela ONG União Brasileiro Israelita do Bem-Estar Social (Unibes), voltada para famílias em situação de vulnerabilidade social. O evento arrecadou 5,3 milhões de reais para a entidade e ocorreu em São Paulo, na residência do empresário e filantropo Elie Horn, o qual planeja criar um fundo permanente para os projetos sociais da primeira-dama.

Michelle esteve na 10ª edição do Prêmio Fundação Banco do Brasil de Tecnologias Sociais. É a primeira vez em que a primeira-dama participa dessa iniciativa que acontece a cada dois anos, tendo sido convidada a entregar o Troféu de vencedor na categoria especial do programa vinculado a Secretaria Estadual de Saúde do Rio Grande do Sul, chamado Primeira Infância Melhor.

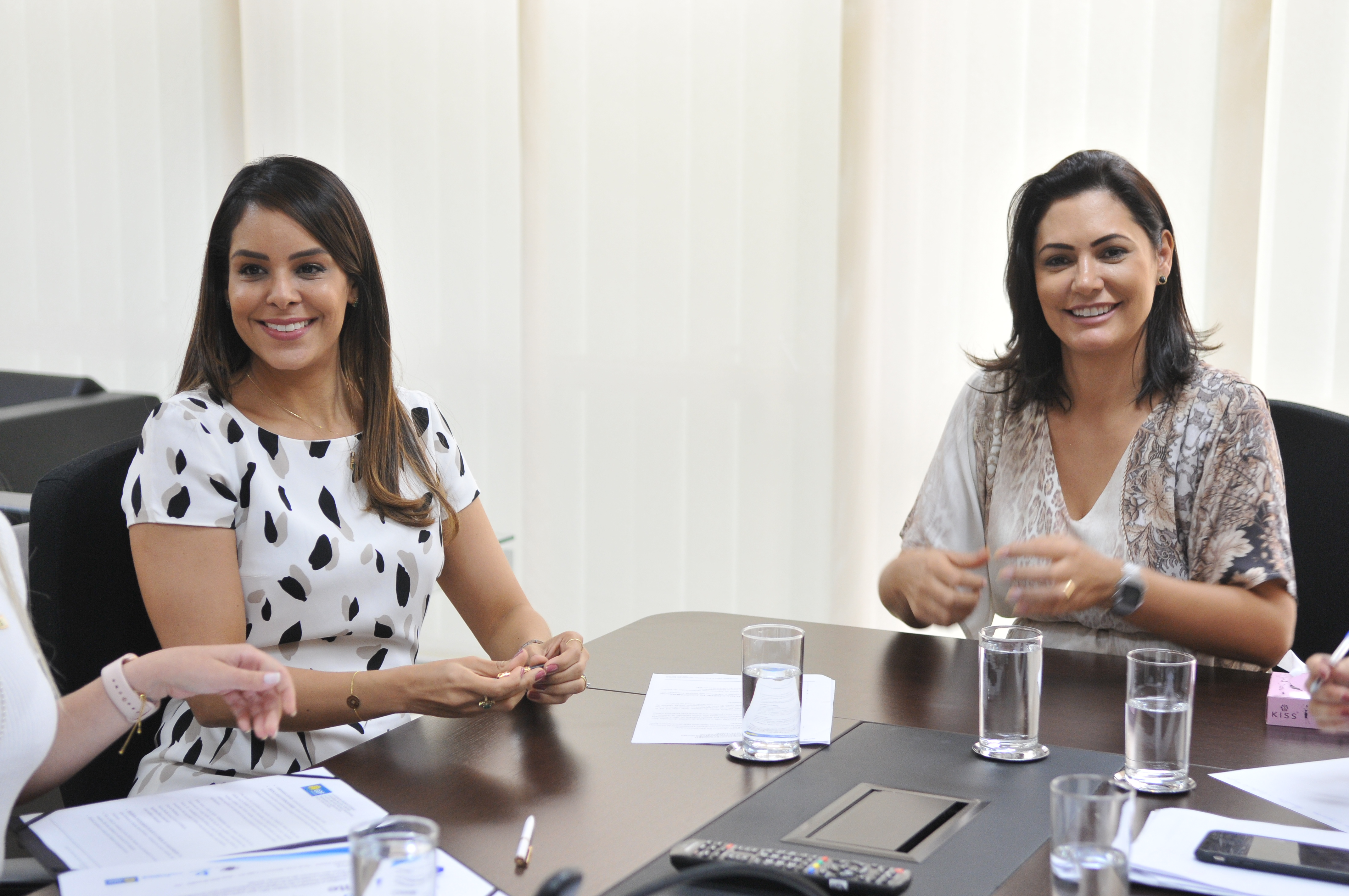
Michelle recebe a primeira-dama do Distrito Federal, Mayara Noronha, em 20 de agosto de 2019.

No dia 23 de outubro de 2019, prestigiou o evento Américas Amigas, uma ONG no combate ao câncer de mama. Além da primeira-dama, outros convidados como a apresentadora Ana Hickmann também estiveram presentes. Visitou também a sede da Associação de Assistência à Criança Deficiente (AACD).[carece de fontes?]
Michelle visitou o Hospital de Amor de Barretos, conhecendo alguns projetos como o de reabilitação Bella Vita — recebendo o título de madrinha do projeto —, o Centro de Transplante de Medula Óssea e a unidade infantojuvenil, acompanhando os pacientes e os seus respectivos cuidados, tendo exercido na prática os seus trabalhos de voluntariado. A primeira-dama também participou de um curso de maquiagens, distribuindo perucas para mulheres em tratamento de câncer.[carece de fontes?] Também esteve com os coordenadores, voluntários, diretores e colaboradores do Hospital de Amor de Barretos, expondo suas ações à frente do programa Pátria Voluntária.

Em 30 de outubro de 2019, viajou até a capital de Goiás, Goiânia, à convite da primeira-dama do estado Gracinha Caiado, para participar da solenidade de lançamento da Plataforma do Voluntariado realizada pela Organização das Voluntárias de Goiás (OVG). Com a presença do governador Ronaldo Caiado, a nova plataforma tem por objetivo o acesso fácil para todos os que se disponibilizarem de forma espontânea. Ao final do evento, Michelle participou de uma dança da cultura local acompanhada por Gracinha Caiado e Mayara Noronha. 

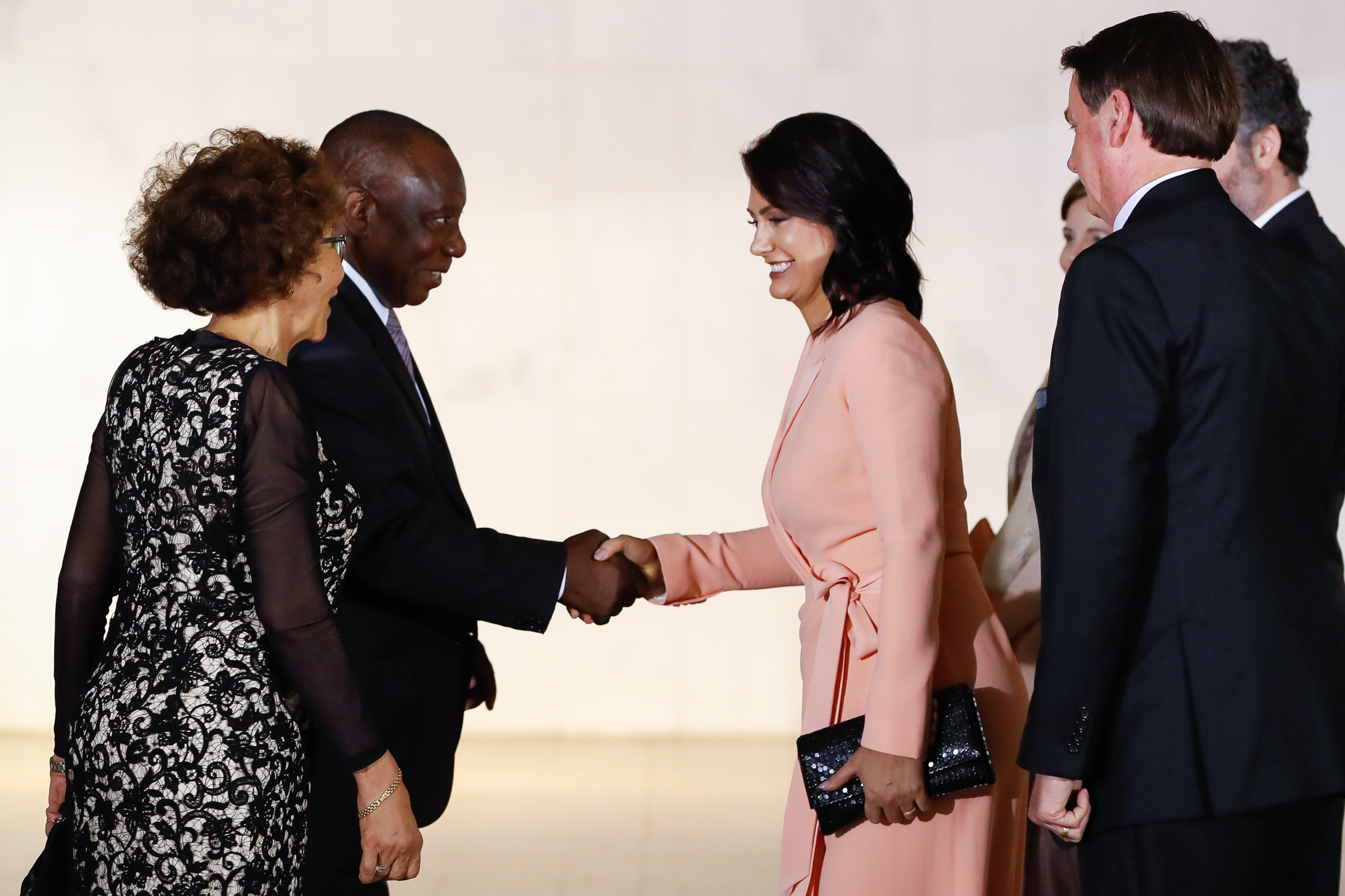
Michelle cumprimenta Cyril Ramaphosa, Presidente da África do Sul e a primeira-dama Tshepo Motsepe.

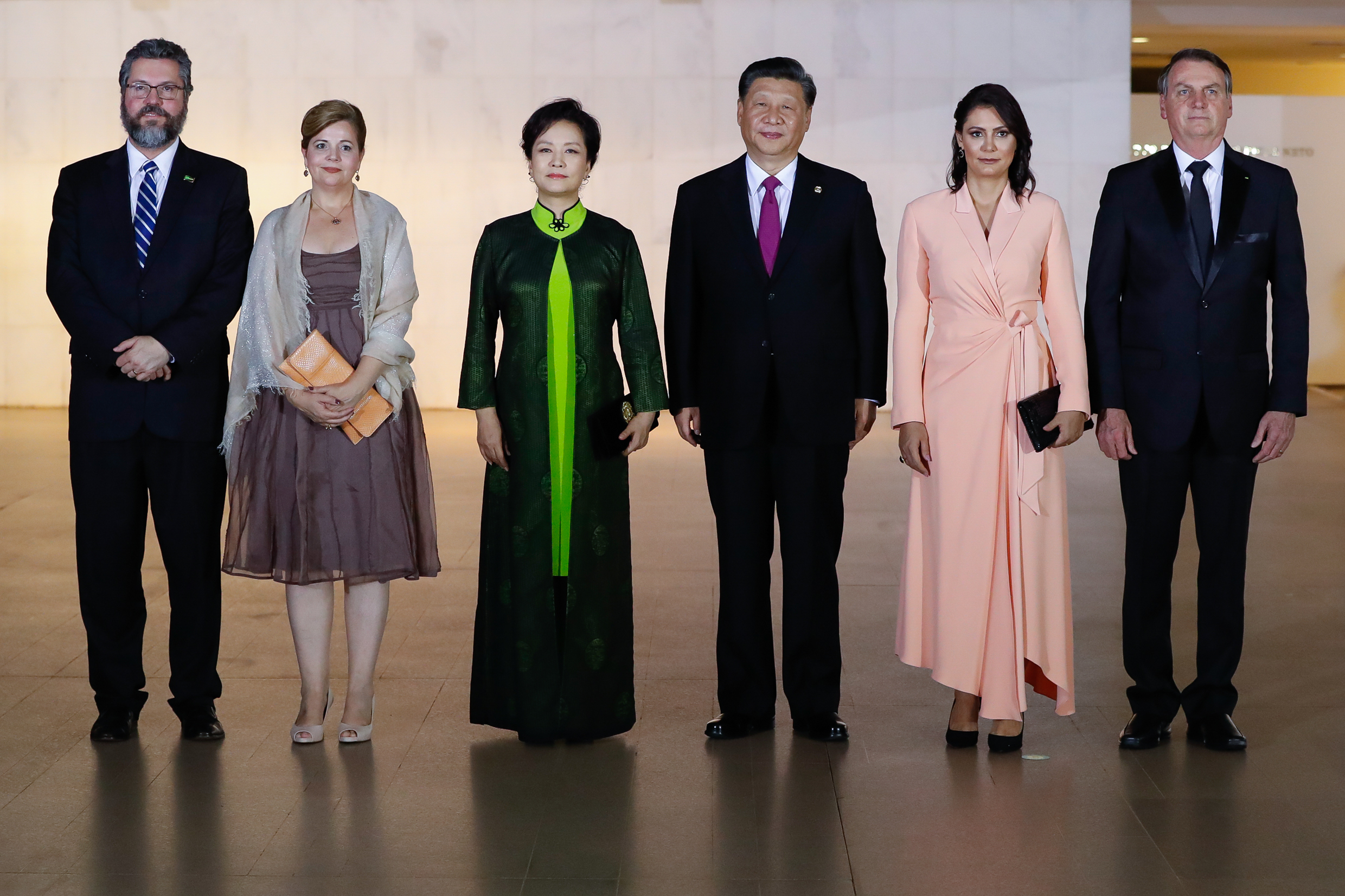
O casal Bolsonaro ao lado de Xi Jinping, presidente da China, da primeira-dama Peng Liyuan, de Ernesto Araújo, ministro das Relações Exteriores e sua esposa.

No dia 13 de novembro de 2019 recebeu no Palácio da Alvorada, em visita oficial de Estado decorrente da 11ª cúpula do BRICS, as senhoras Peng Liyuan e Tshepo Motsepe, primeiras-damas da China e África do Sul respectivamente. No trajeto pela residência oficial, foi apresentado às visitantes a capela em homenagem à Nossa Senhora da Conceição, além da sala de música e da biblioteca presidencial. Um almoço foi oferecido pela anfitriã brasileira às convidadas, onde puderam assistir à uma apresentação da Orquestra do Projeto Musical Arte Jovem de Ceilândia, ao som de músicas locais como o forró e o samba, contando com a presença da Ministra da Mulher, da Família e dos Direitos Humanos, Damares Alves.[carece de fontes?] À noite, para homenagear a estadia dos chefes de Estado e esposas na capital brasileira, um jantar fora atribuído aos líderes em um dos salões do Palácio Itamaraty, onde puderam apreciar à Orquestra Criança Cidadã. O vice-presidente Hamilton Mourão, a segunda-dama Paula Mourão, ministros e demais membros do governo brasileiro e estrangeiro e demais autoridades também participaram do banquete.
Michelle acompanhou o presidente Bolsonaro até a capital amazonense, para participar da I Feira de Sustentabilidade do Polo Industrial de Manaus. No evento, a primeira-dama chamou atenção pela simplicidade do look e pela atenção oferecida em retribuição ao caloroso recebimento que teve por parte dos presentes, sentando no chão do Centro de convenções Stúdio 5, Zona Sul de Manaus. Estiveram presentes o governador do Amazonas, Wilson Miranda Lima e a primeira-dama Taiana Lima. Em Vitória do Xingu, no estado do Pará, participou da cerimônia de inauguração da 18ª e última turbina da Usina Hidrelétrica de Belo Monte, que passa a operar com a maior capacidade de instalação comparada a todas as UHEs nacionais, com 11.233,1 megawatts de potência, se tornando a maior usina hidrelétrica em operação 100% brasileira.

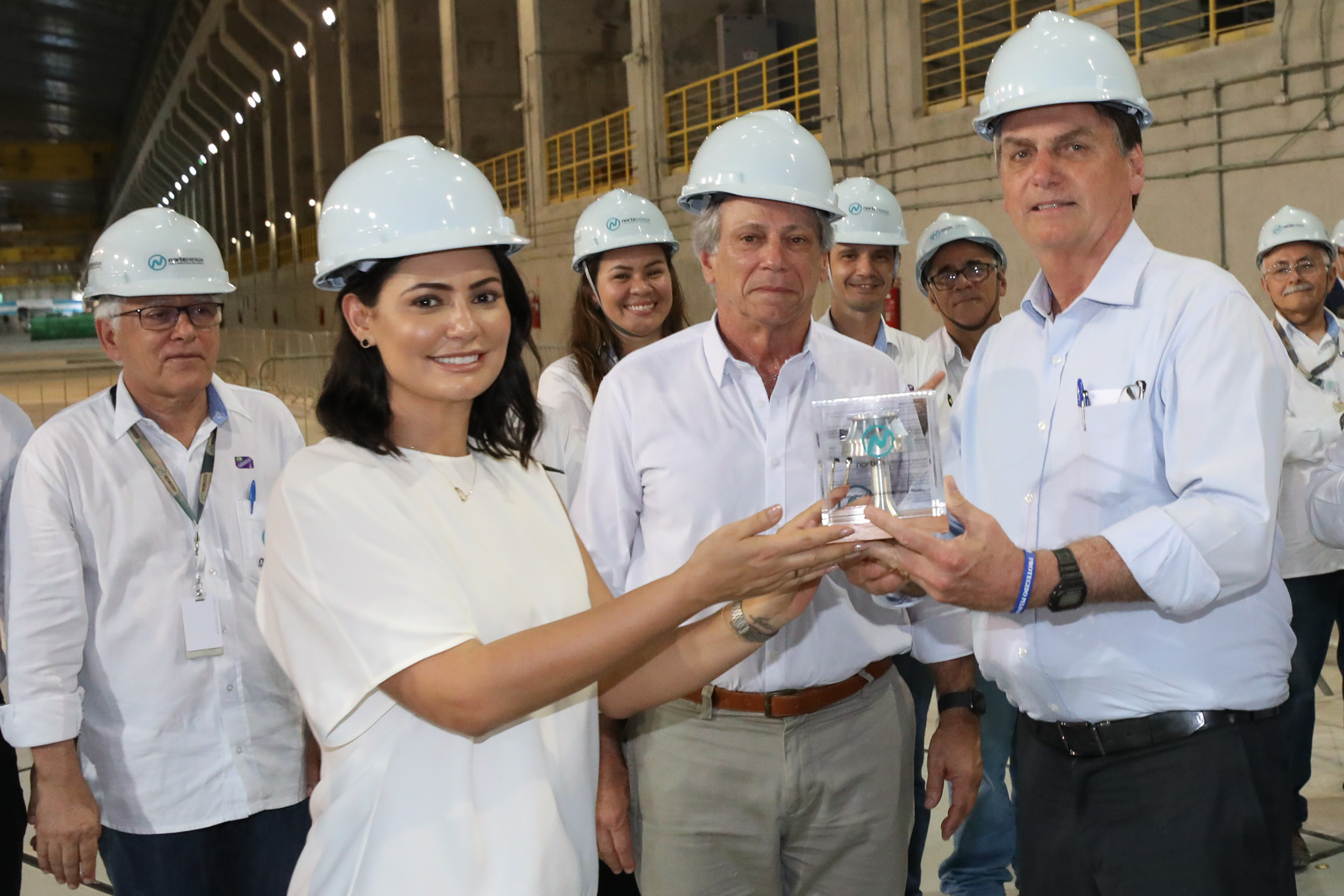
Michelle e Bolsonaro na cerimônia de inauguração da Usina Hidrelétrica de Belo Monte, em novembro de 2019

Em Brasília, Michelle esteve presente no Instituto Madalena Caputo onde, através do programa Pátria Voluntária, participou de uma ação social comemorativa de Natal. No mesmo dia, ainda nos festejos natalinos, foi ao Instituto Doando Vida por Rafa e Clara. O local recebe crianças que se encontram em situações de vulnerabilidade social e nutricional extrema. O instituto passou por uma reforma e foi adaptado para abrigar por dia, crianças de 2 a 5 anos. A primeira-dama ressaltou que o Doando Vida "trabalha para acolher e proporcionar uma infância digna para as crianças do bairro onde a instituição está localizada".[carece de fontes?]

No Hospital de Base em Brasília, Michelle andou pelo corredor rosa, na qual encontra-se a Rede Feminina do Combate ao Câncer, uma associação que pratica cerca de 30 projetos sociais, onde realizam entregas de cesta básica e perucas e distribuem lanches para os acompanhantes e visitantes do hospital. Ela elogiou a iniciativa e abraçou todos os integrantes do projeto. Também visitou a área de tratamento oncológico na sala de quimioterapia, entregando lenços com mensagens para as mulheres de lutam contra o câncer, recebendo abraços de pacientes e dos profissionais que compõem a área da saúde.

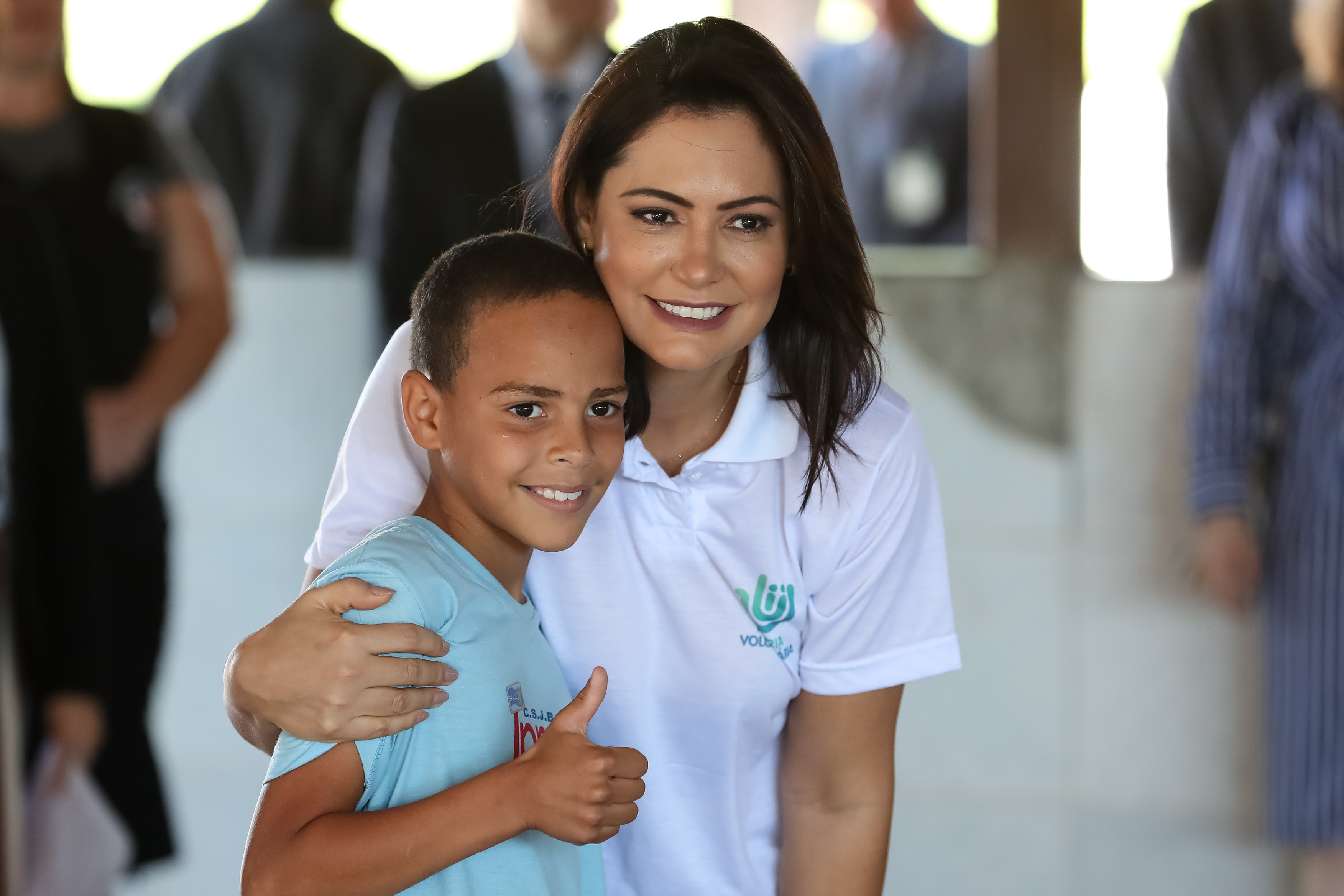
Michelle Bolsonaro durante visita ao Instituto Promocional Madalena Caputo

O presidente Bolsonaro e a primeira-dama Michelle realizaram no Palácio da Alvorada, uma Cantata de Natal, em comemoração aos festejos natalinos, numa cerimônia a qual reuniu parte dos integrantes do governo brasileiro, entre ministros, senadores, deputados, funcionários dos palácios que compõem a presidência da República e suas respectivas famílias. Houve ainda a entrega de presentes e lembranças para crianças que estudam em escolas públicas que se fizeram presentes no evento. No mesmo dia, esteve presente na apresentação do concerto musical da Orquestra de Sopros e Percussão do Projeto Musical Arte Jovem, de Ceilândia, bairro em que nasceu e morou.[carece de fontes?]
A primeira-dama viajou à São José dos Pinhais, município paranaense, para participar da solenidade de entrega de veículos favorecidos a rede de proteção do Sistema Único de Assistência Social disponibilizados pelo governo federal, de modo a facilitar o atendimento as família que sofrem vulneração, e que carecem de transporte coletivo e acessibilidade na rede de assistencial. Michelle ressaltou que os veículos são prioridades para o desenvolvimento e a prática de projetos que tenham como objetivo, assegurar a vida de crianças, com destaque para as que sofrem de necessidade.

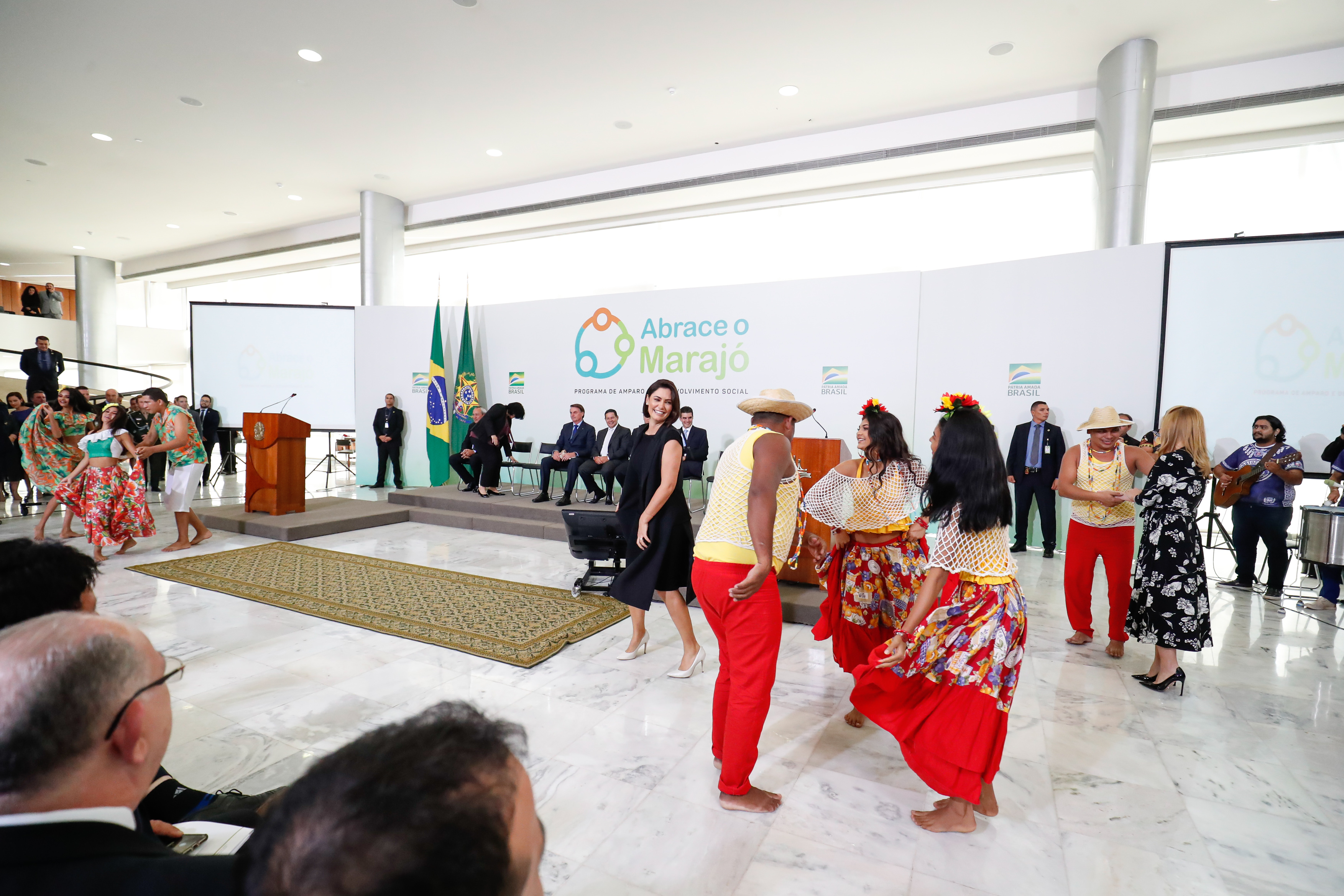
Michelle dança o Carimbó, típica do Marajó.

Participou da cerimônia de Lançamento do Programa Abrace o Marajó, no Palácio do Planalto. A primeira-dama, posteriormente, recebeu no Palácio da Alvorada, as prefeitas e primeiras-damas de cada município marajoara, onde ressaltou "sobre o projeto Abrace o Marajó, que está levando esperança para o povo da região".[carece de fontes?]
Michelle Bolsonaro se encontrou com a esposa do primeiro-ministro da Armênia Anna Hakobyan, no Palácio da Alvorada, onde houve troca de experiências sobre projetos de assistência social e voluntariado desenvolvidos entre os dois países. Michelle explanou que mesmo longe fisicamente, as duas vivem realidades parecidas, e que na função de primeira-dama, querem contribuir para que os povos tenhas uma vida melhor.
Em maio de 2022, o Partido Liberal (PL) confirmou a filiação de Michelle ao partido. A filiação de Michelle ocorreu após a filiação de Jair e dois de seus filhos: Flávio e Eduardo Bolsonaro ao partido.

### Causas promovidas

#### Doenças raras
A primeira agenda pública da primeira-dama foi em 27 de fevereiro de 2019, quando participou de uma sessão solene na Câmara dos Deputados por ocasião do Dia Mundial das Doenças Raras. Ao discursar, ela pregou uma maior conscientização e amparo aos portadores de doenças raras.
Engajada em políticas sociais com atenção especial para as doenças raras, compareceu na abertura da 5ª edição de "O Cenário das Doenças Raras no Brasil", organizada pela Casa Hunter em São Paulo, que conta com o apoio da Federação Brasileira de Associações de Doenças Raras e outras sociedades médicas.[carece de fontes?] Em discurso, a primeira-dama garantiu "que o atual governo está engajado em políticas públicas para a população rara e que os pacientes e seus familiares não podem esperar muito tempo para ter uma conclusão de seu diagnóstico". Teve destaque também as soluções terapêuticas inovadoras, a utilização de tecnologias atuais e sobre a atenção que os cuidadores e familiares dos pacientes com doenças raras devem ter. A advogada Rosângela Moro e a deputada federal Carla Zambelli, marcaram presença no evento.

#### Pessoas com deficiência

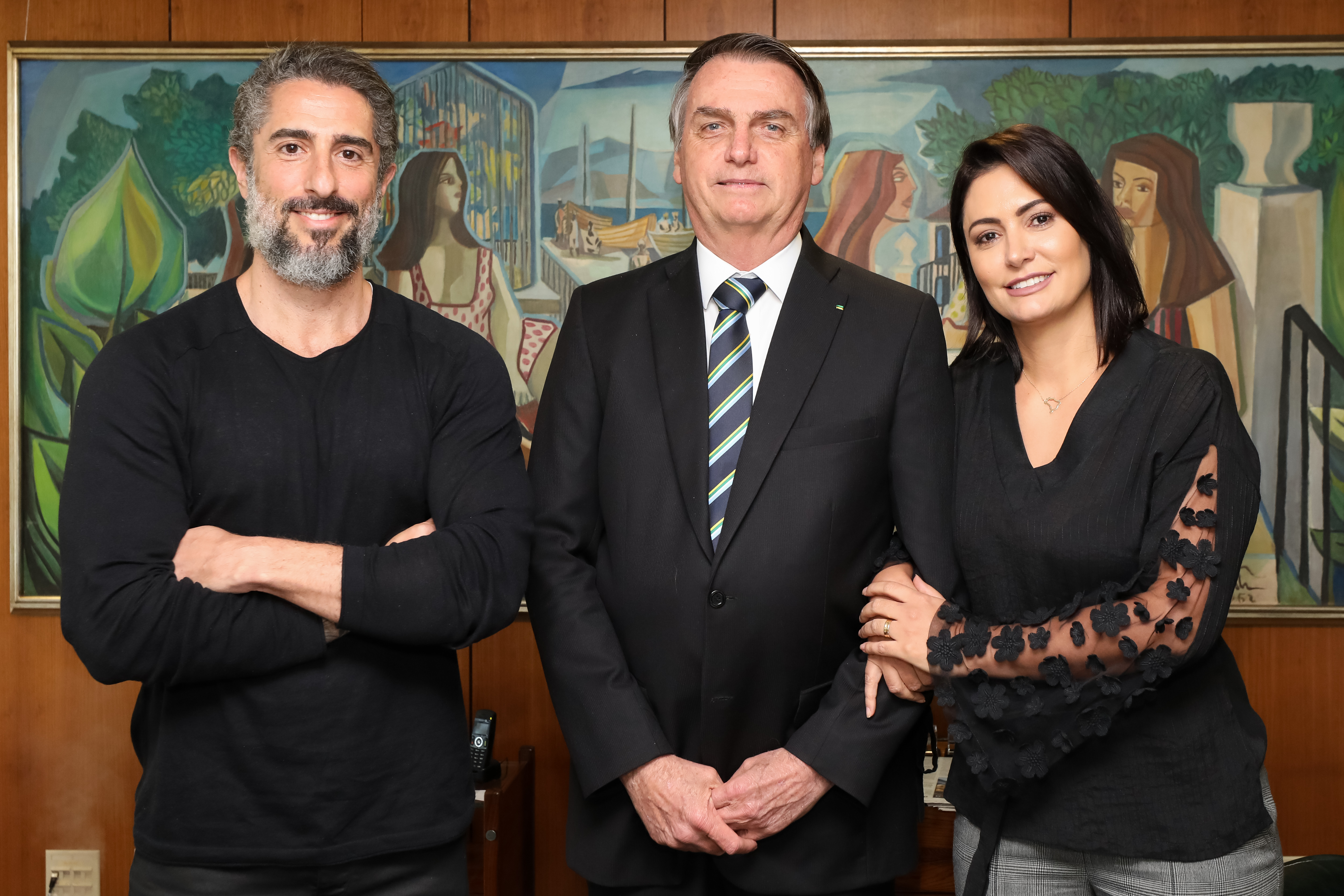
O apresentador Marcos Mion em reunião com a primeira-dama Michelle e o presidente Bolsonaro no Palácio do Planalto, em julho de 2019.

Realizou sua primeira viagem oficial à uma cidade brasileira, acompanhada do Ministro da Cidadania, Osmar Terra, conhecendo centros sociais voltados para crianças e jovens com doenças raras na cidade de Campina Grande, na Paraíba. Teve um encontro com famílias de crianças com microcefalia, conheceu o Centro Especializado de Reabilitação, e depois visitou famílias atendidas pelo Programa Criança Feliz.
Michelle esteve em uma corrida infantil com cerca de 200 crianças de ONGs de assistência às pessoas com deficiência na Esplanada dos Ministérios. A primeira-dama chegou no local e ganhou um retrato de uma boneca muda produzida em sua homenagem, criada para promover a inclusão social de crianças com deficiência. Michelle agradeceu a homenagem e pediu para Deus abençoar a vida de cada uma delas.
A 2ª Surdolimpíada do Brasil ocorreu na cidade de Pará de Minas. A abertura do evento contou com a presença de Michelle Bolsonaro e do ministro da Cidadania, Osmar Terra. Mais de 300 atletas com deficiência auditiva participaram dos Jogos Olímpicos de Surdos. Na ocasião, a primeira-dama brasileira anunciou a nova sede da Confederação Brasileira de Esportes para Surdos.
Ao lado do apresentador Marcos Mion, participou de uma reunião no Palácio do Planalto sobre a inclusão de informações sobre pessoas com autismo no censo demográfico de 2020, com a presença do presidente Jair Bolsonaro que sancionou tal projeto.[carece de fontes?]

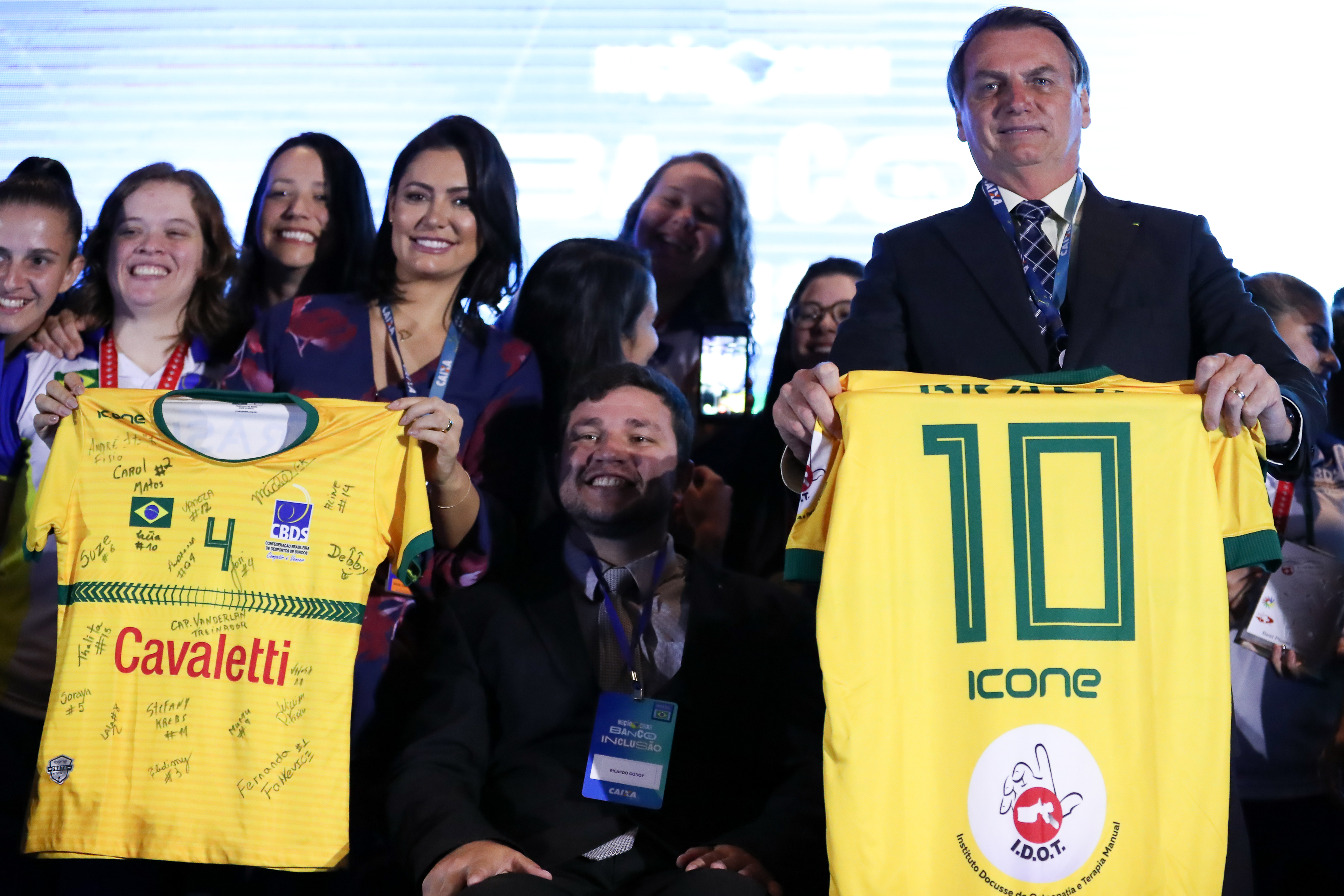
Michelle e o presidente Bolsonaro posam para foto com as Atletas da Seleção Brasileira de Futsal de Surdas.

A abertura do Seminário de Gestores Estaduais sobre Educação de Surdos, Surdocegos e Deficientes Auditivos contou com a presença da primeira-dama e do ministro da Educação, Abraham Weintraub, tendo como programação base a discussão para elaboração de políticas públicas para a formação de professores bilíngues, no evento de elaboração da Nova Política Nacional de Educação Especial, com participação de gestores da área de todos os Estados e Distrito Federal, tendo como meta a alteração do ensino e aprendizagem para estudantes surdos, cegos e deficientes auditivos.
Em sua atuação frente à causas sociais relacionadas com pessoas portadoras de deficiências, foi intercessora de uma Medida Provisória assinada pelo presidente Bolsonaro em 4 de setembro de 2019, em que se aplica o direito de pensão vitalícia à crianças portadoras de microcefalia, em virtude do vírus da Zika. A antiga regra do Benefício de Prestação Continuada (BPC), que engloba famílias com esses casos recebendo um salário mínimo, impedia o direito das mães dessas crianças de terem um trabalho fixo sob pena de perda do benefício. Com o novo termo assinado, possibilitou que os pais adquirissem um emprego e aumentassem a renda familiar.[carece de fontes?]
Michelle Bolsonaro participou de um evento realizado pela Caixa Econômica Federal intitulado Nação Caixa - Banco da Inclusão, com o intuito de elaborar e debater ações para a melhoria de condições de trabalho e atendimento de empregados e clientes com deficiência. No evento, o presidente Bolsonaro e a primeira-dama assinaram a abertura de suas contas na Caixa, e com isso receberam os seus respectivos cartões das mãos de servidores com deficiência que trabalham no próprio banco, sendo presenteados também com crachás da instituição financeira.
Michelle esteve presente no lançamento da Credencial de Estacionamento para Autistas, idealizada pelo Detran do Distrito Federal, atribuindo o documento aos portadores de autismo como um modelo único para identificação do veículo, ao contrário do que transcorre em outros estados do Brasil. A nova credencial, antes com cinco anos de validade, passa a ter dez anos.

#### Portadores de síndromes

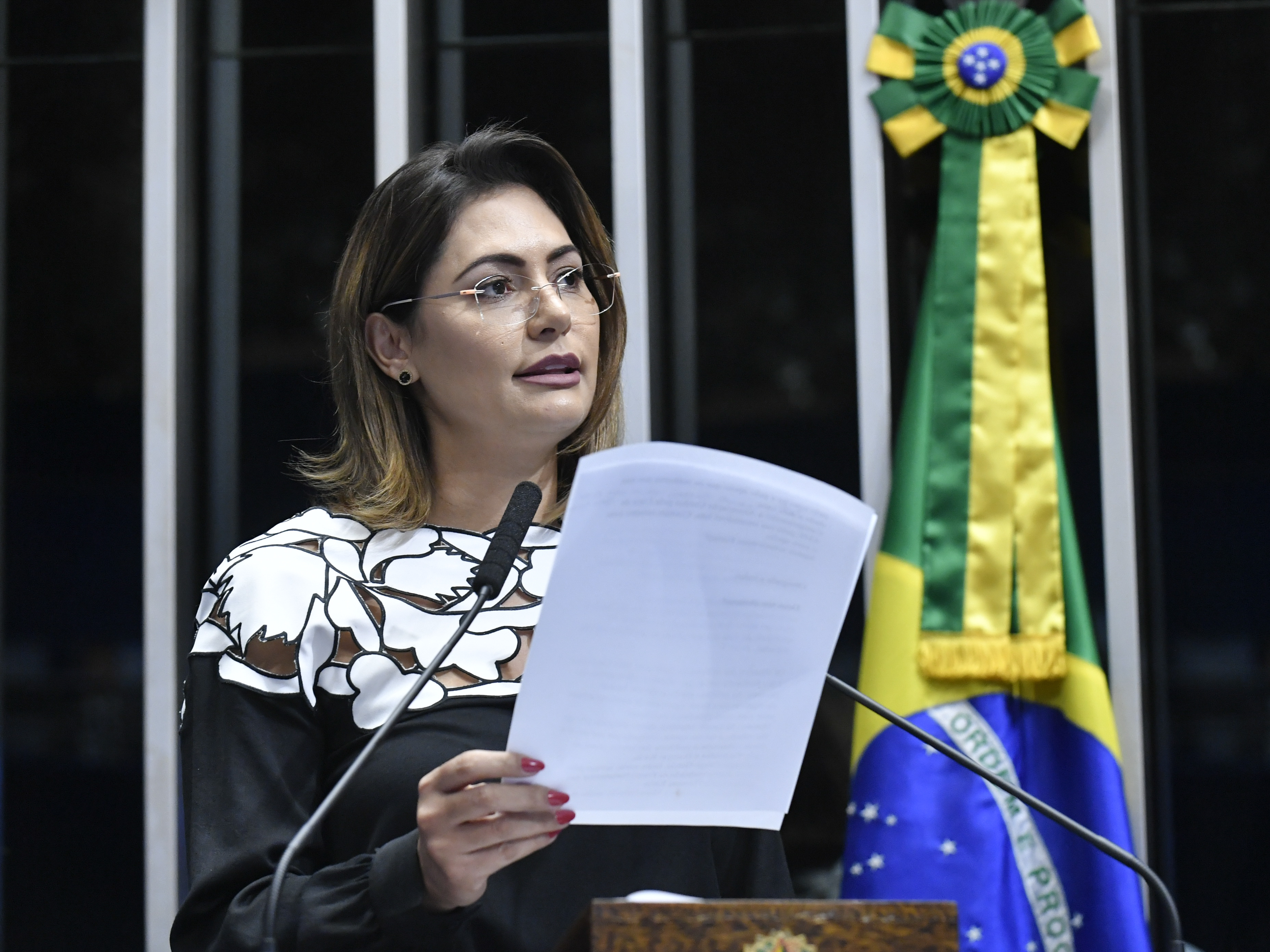
Michelle discursa no Plenário do Senado Federal em abril de 2019.

No dia 24 de abril de 2019, Michelle esteve pela primeira vez no Senado Federal para participar de uma sessão especial reservada à liberação de um medicamento a portadores de atrofia muscular espinhal (AME), onde incorpora o Spinraza na Relação Nacional de Medicamentos Essenciais do Sistema Único de Saúde (SUS). A medida foi assinada pelo ministro da Saúde, Luiz Henrique Mandetta na Comissão de Assuntos Sociais (CAS) no Plenário do Senado. A primeira-dama discursou e enfatizou que o governo tem o compromisso de dar conforto e bem-estar a todas as pessoas com doenças raras.
Michelle compareceu à um chá beneficente organizado pela Organização Não Governamental Jardim das Borboletas, especializada em ajudar pessoas com epidermólise bolhosa. Essa doença rara é, segundo o Ministério da Saúde, "uma doença genética e hereditária rara, que provoca a formação de bolhas na pele por conta de mínimos atritos ou traumas e se manifesta já no nascimento. As crianças com Epidermólise Bolhosa são conhecidas como 'Crianças Borboletas', porque a pele se assemelha às asas de uma borboleta devido à fragilidade provocada pela alteração nas proteínas responsáveis pela união das camadas da pele”. O evento também contou com a presença da segunda-dama, Paula Mourão.[carece de fontes?]

### Trabalhos realizados

#### Pátria Voluntária

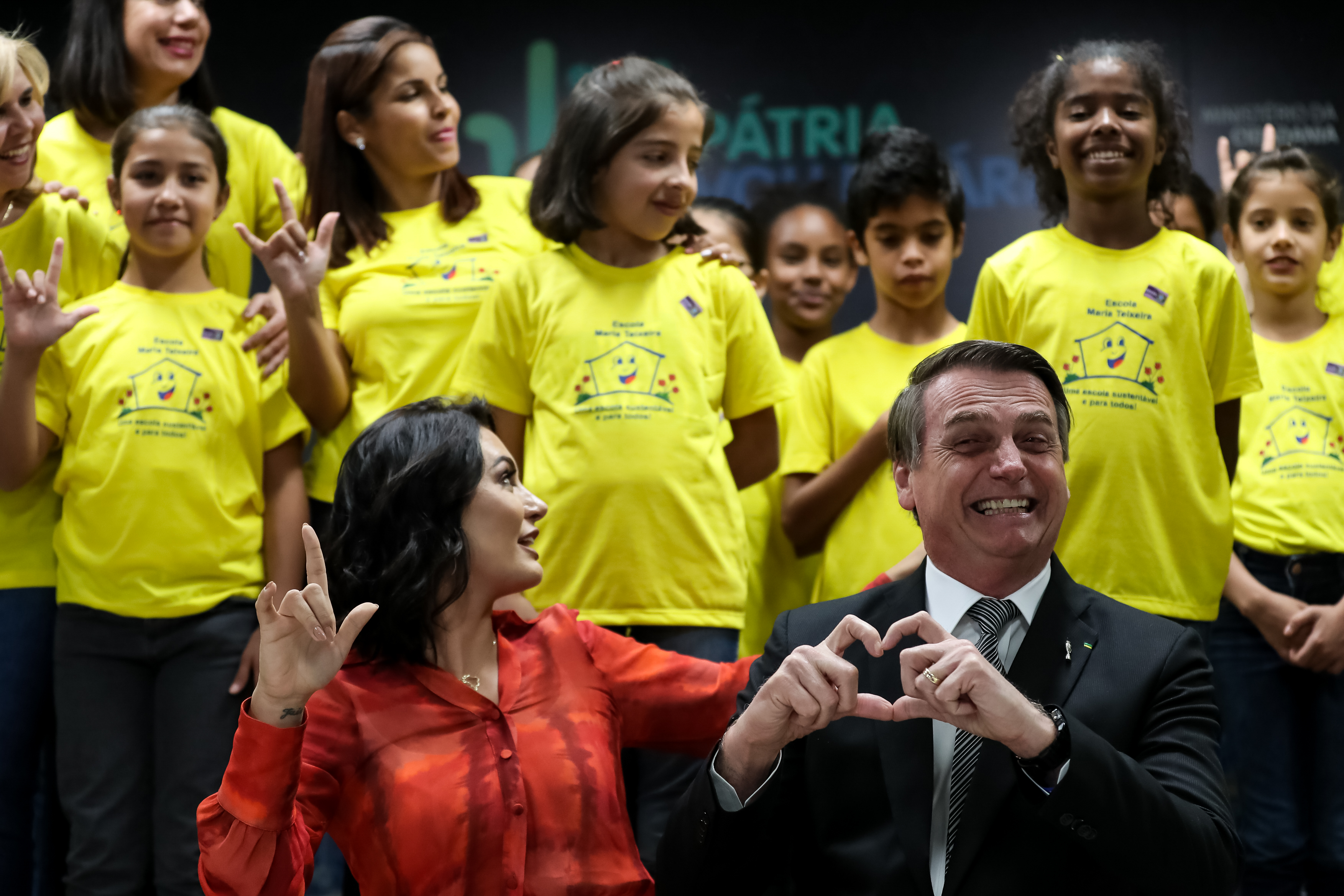
Michelle e Jair Bolsonaro, posam para foto com os alunos.

No dia 9 de julho de 2019, o Governo Federal lançou em cerimônia no Hospital da Criança de Brasília, um programa nacional de incentivo ao trabalho voluntário, chamado Pátria Voluntária. O programa tem o objetivo de promover a participação das pessoas no trabalho voluntário, voltada para a população considerada mais vulnerável, como pessoas de baixa renda, com deficiência e moradores de rua e terá Michelle como a presidente do conselho. Na cerimônia também foi lançado o Prêmio Nacional de Incentivo ao Voluntariado, iniciativa para premiar anualmente pessoas e entidades que realizarem ações voluntárias de interesse social, como também dará um selo de reconhecimento a organizações da sociedade civil que incentivarem o trabalho voluntário. Participaram do ato o Presidente Jair Bolsonaro, a primeira-dama Michelle, o Ministro da Cidadania Osmar Terra e a Procuradora-geral da República Raquel Dodge.
Dentro das minhas limitações, sempre quis ajudar o próximo. É um chamado do meu coração. Aceite esse caminho como um desígnio de Deus.
Em 2 de dezembro de 2019, em cerimônia no Palácio do Planalto com a presença de Michelle e Jair Bolsonaro, o governo federal comemorou antecipadamente o Dia Internacional do Voluntariado, com um plano de publicidade feito através de jingle, filme e peças digitais, que foram veiculados no cinema, na internet, na TV, no rádio e nas redes sociais. O tema Fazer o Bem é pra Você Também, considerado o destaque da campanha, é um jingle que fortalece os ideais de solidariedade ao próximo, disponível na plataforma digital Spotify. Com base nos dados adquiridos por meio da Pesquisa Nacional de Amostra por Domicílios Contínua (Pnad), 7,2 milhões de pessoas praticaram ações voluntárias no ano de 2018 no Brasil.
Você ajuda alguém, aprende e se solidariza no amor ao próximo. E se enriquece com isso. Então, fico feliz por estar no Palácio do Planalto, e poder relatar essa experiência e participar do lançamento dessa campanha, que vai estimular o trabalho voluntário e articular Governo, sociedade e empresas.

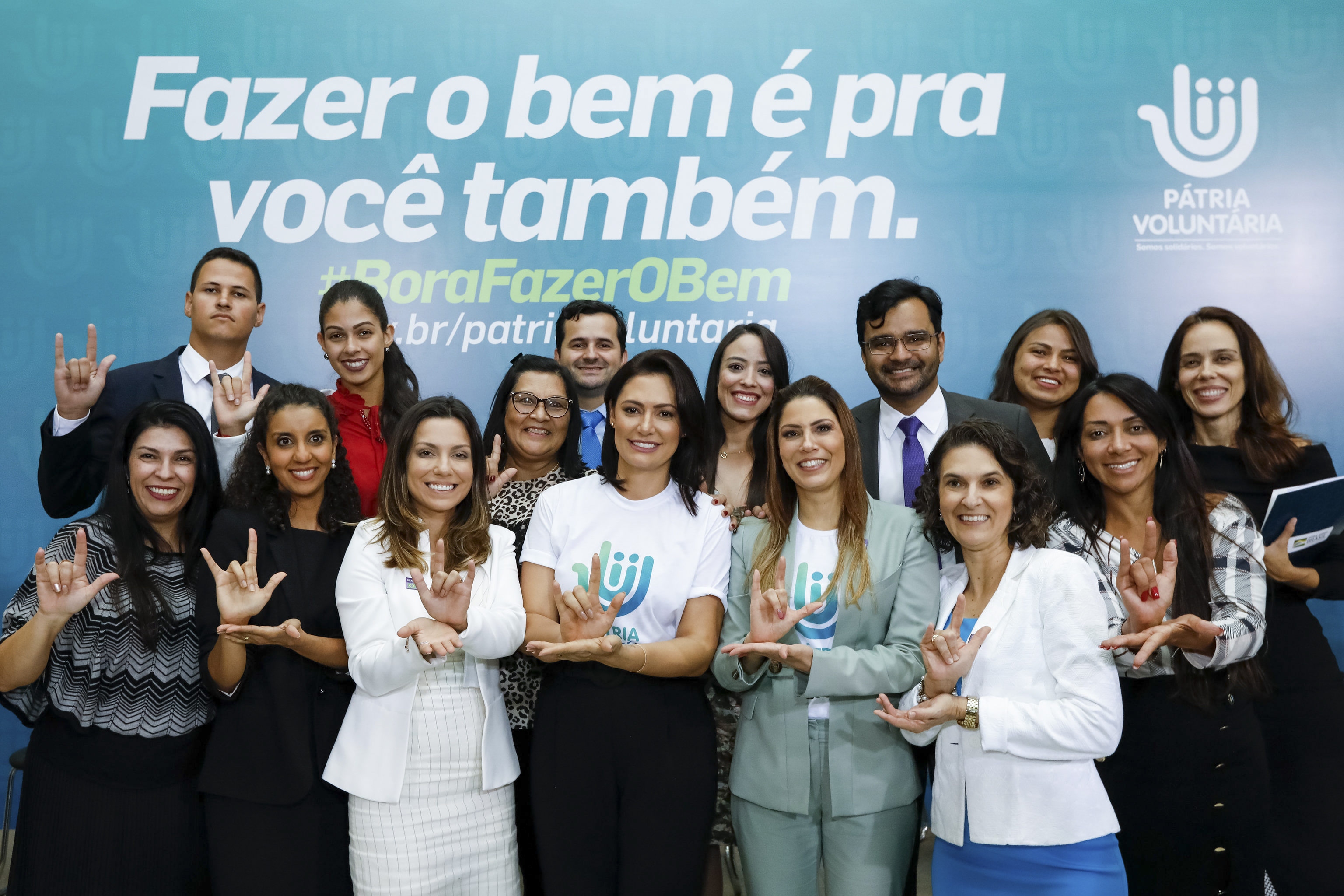
A primeira-dama Michelle Bolsonaro durante cerimônia de Comemoração ao Dia Internacional do Voluntariado

A empresa responsável pela divulgação do programa é a Artplan. Foram gastos R$ 9.3 milhões em divulgação, R$ 9.039 milhões em publicidade e R$ 359 mil para manter o site no ar. A maior parte da verba publicitária foi gasta com compra de espaços de mídia. Foram comprados espaços em redes sociais, redes de televisão e em salas de cinema, mas a maior beneficiada foi a Record. Os gastos foram superiores a outras campanhas do governo, como a campanha de prevenção contra COVID-19, que custou R$ 6 milhões. A verba para a publicidade é captada por impostos, através do Orçamento da Secretaria de Comunicação Social. Já as arrecadações são geridas pela Fundação Banco do Brasil e tiveram um montante de R$ 5.89 milhões. As arrecadações aparentam estar estagnadas. Entre os doadores estão Via Varejo, Carrefour, Marfrig, Unilever, Bayer, Espaço Laser e a APAS. O colegiado que define as entidades que receberão as doações se reuniu apenas três vezes, e os senadores responsáveis costumam a mandar assessores para representá-los. O programa chegou a captar dinheiro de outros projetos.

##### Arrecadação Solidária

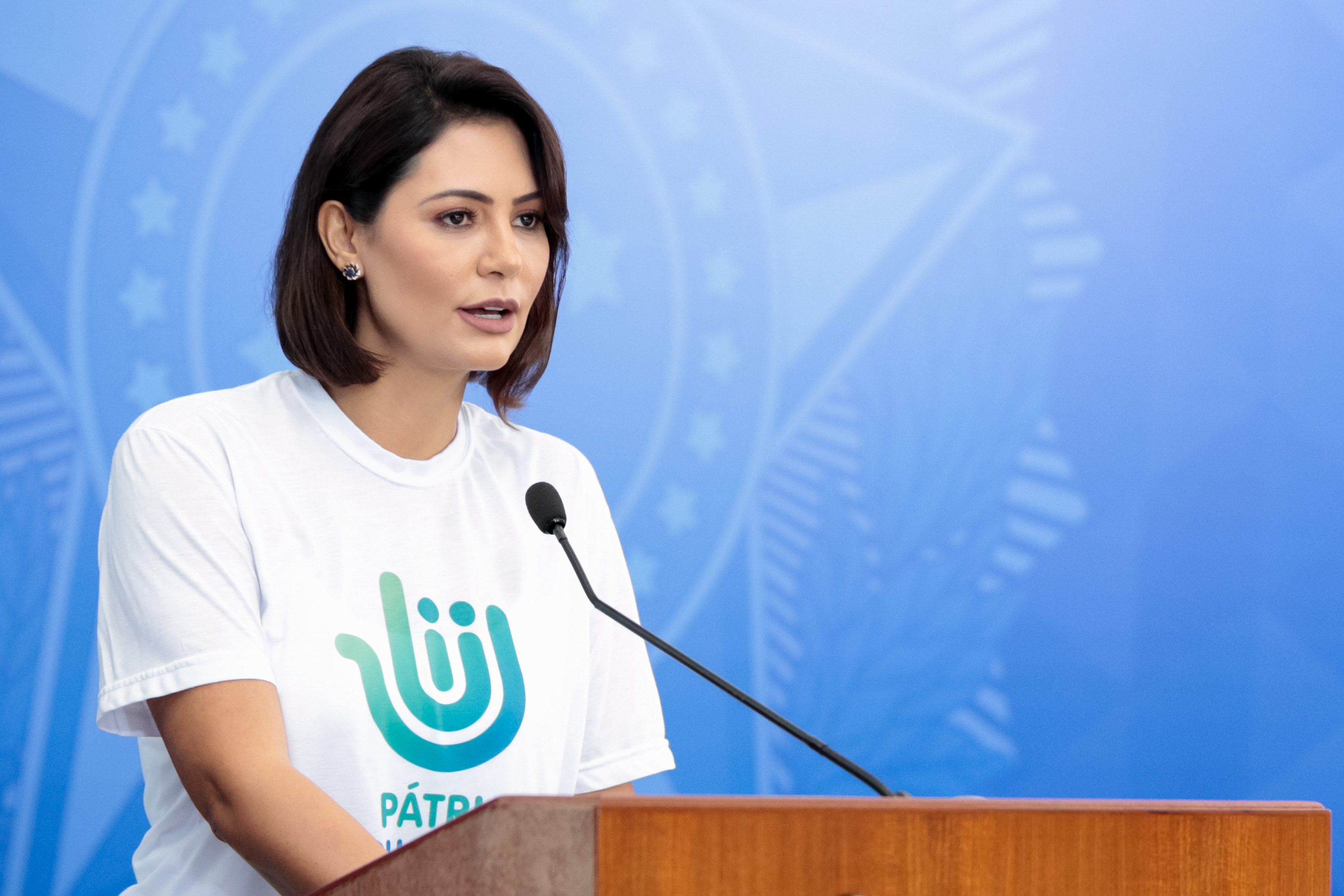
Michelle Bolsonaro discursa no lançamento do projeto Arrecadação Solidária contra o coronavírus, no Palácio do Planalto, em 7 de abril de 2020.

Diante da pandemia de COVID-19 que assola o Brasil e o mundo, Michelle lançou o projeto Arrecadação Solidária no dia 7 de abril de 2020, no Palácio do Planalto, promovido pelo programa Pátria Voluntária — da qual a primeira-dama é a presidente do conselho gestor —, em conjunto com a Fundação Banco do Brasil e com a campanha Todos por Todos. O objetivo conta em arrecadar doações que serão revertidas em ações contra os efeitos desenvolvidos pelo do novo coronavírus, tendo como prioridade atender pessoas que são do grupo de risco, com foco em idosos, e demandas sociais das comunidades vulneráveis.[carece de fontes?] Michelle Bolsonaro destacou em seu discurso a participação e o agradecimento da atuação de profissionais de saúde, entidades religiosas, artistas, ONGs e de todos os ministérios que compõem o governo.
Hoje quero falar de união e solidariedade. Diante dessa pandemia precisamos mais do que nunca de voluntários. Vamos unir a nação em prol dos mais frágeis e vulneráveis. Nossa missão é acolher, ajudar e demonstrar nossa solidariedade não só durante a crise mas também fora dela.

##### Brasil Acolhedor
Michelle Bolsonaro, como presidente do conselho do Pátria Voluntária, juntamente com os ministros Damares Alves (da Mulher, da Família e dos Direitos Humanos), Onyx Lorenzoni (Cidadania) e Walter Braga Netto (Casa Civil), o projeto Brasil Acolhedor no dia 13 de abril de 2020, no Palácio do Planalto. O objetivo tem como finalidade promover incentivos de apoio à população vulnerável no enfrentamento do coronavírus, em especial às pessoas dos grupos de risco, como idosos em situação de vulnerabilidade cadastrados no Programa Bolsa Família e em instituições de longa permanência, além de pessoas com deficiência, atendidas pela Associação de Pais e Amigos dos Excepcionais (APAEs). A população de rua também receberá incentivo, podendo ser ampliado para outros públicos. A plataforma Transforma Brasil, que estimula o voluntariado e o empreendedorismo social, coordena este projeto em todo território nacional.
Com o lançamento do programa Brasil Acolhedor reafirmamos o nosso compromisso de não deixar ninguém para trás, vamos vencer esse desafio juntos. Precisamos permanecer no caminho do acolhimento, do voluntariado e do amor.

#### LibrasGov

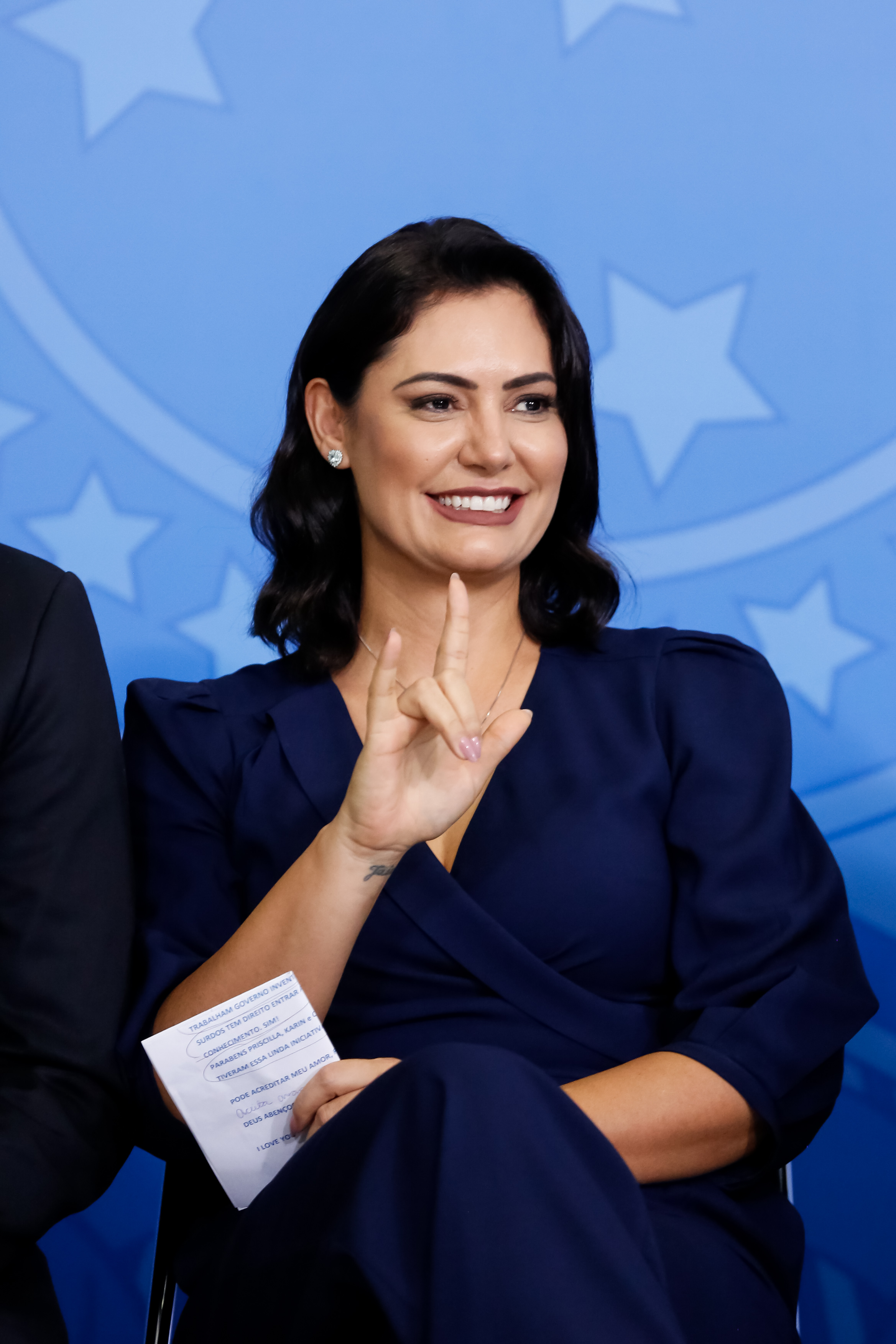
Michelle na solenidade do Dia Nacional dos Surdos e Lançamento do LibrasGOV.

Numa cerimônia realizada no Palácio do Planalto no dia 26 de setembro de 2019, no Dia Nacional do Surdo, foi lançado o projeto LibrasGov. Uma iniciativa da primeira-dama com a ajuda do Governo Federal, do Ministério da Mulher, da Família e dos Direitos Humanos e do Ministério da Educação, o projeto tem por meta viabilizar o acesso de informações aos cidadãos surdos, profissionais intérpretes de Libras, toda a comunidade surda, por meio da Língua Brasileira de Sinais (Libras), podendo adentrar nas várias áreas do conhecimento do governo federal e a informações relacionadas aos três Poderes que compõem a República Brasileira. Apresentado como forma de acessibilidade funcional, está dividido em etapas variadas começando, primeiramente, pela produção e divulgação de vídeos descrevendo os sinais que identificam as pessoas e funções do presidente, do vice-presidente, da primeira-dama, da segunda-dama, de ministros e do porta-voz da Presidência. Outras autoridades estão inclusas em fases subsequentes do projeto. Os vídeos estarão disponíveis no portal e YouTube do Planalto, além das redes sociais do Governo Federal.

#### Projeto Sinais

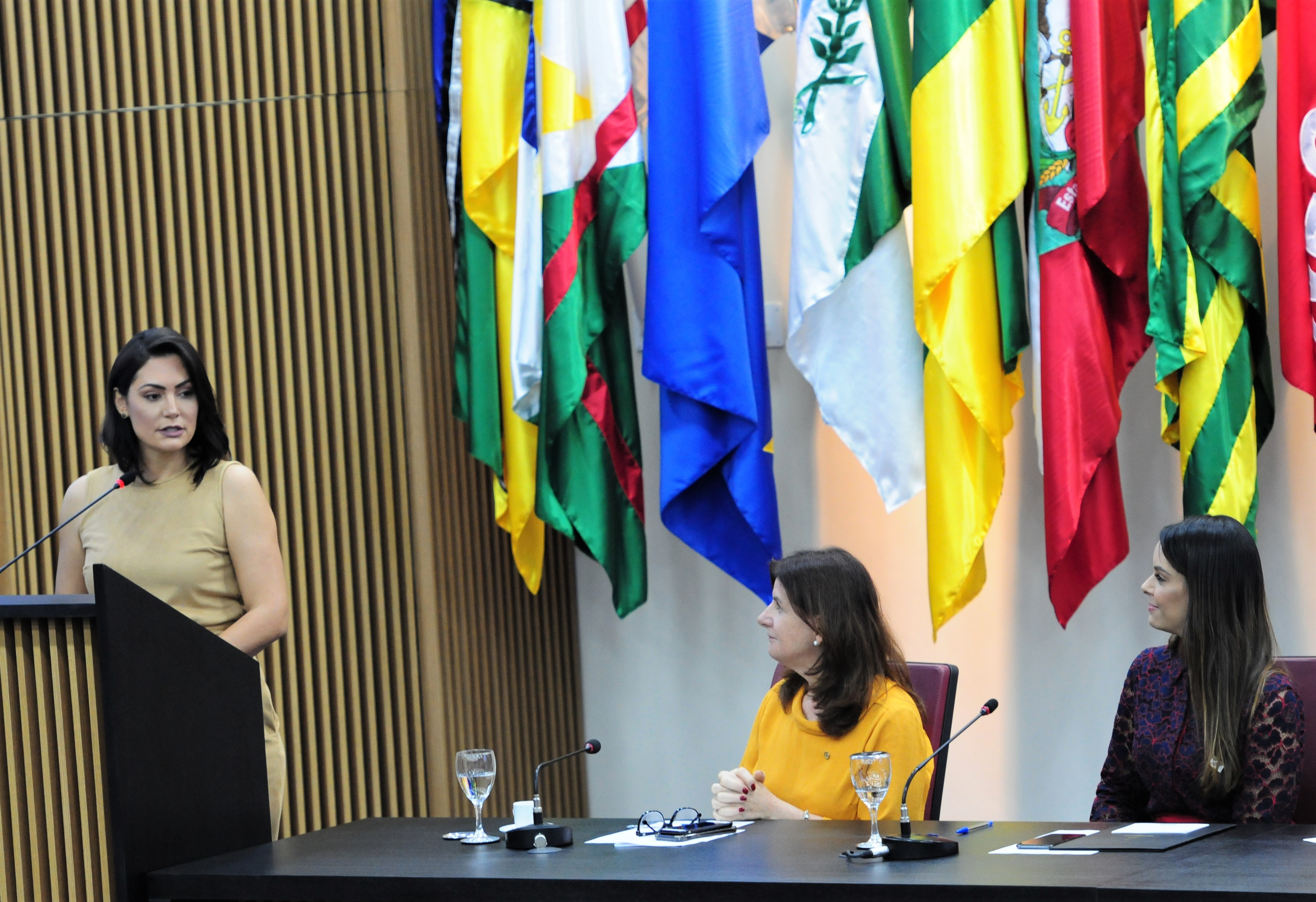
Michelle discursa no lançamento do Projeto Sinais

Michelle Bolsonaro participou no dia 18 de dezembro de 2019, em Brasília, do lançamento do Projeto Sinais, no auditório do ministério da Cidadania, com a participação do ministro Osmar Terra; da primeira-dama do Distrito Federal, Mayara Noronha; do ministro da Educação interino, Antonio Paulo Vogel; do secretário do Esporte, Décio Brasil; e da deputada federal Carmen Zanotto. O projeto tem como objetivo promover o desenvolvimento de novas ações para pessoas surdas, como habilidades e oportunidades contemplados de acordo com propagação da Língua Brasileira de Sinais.

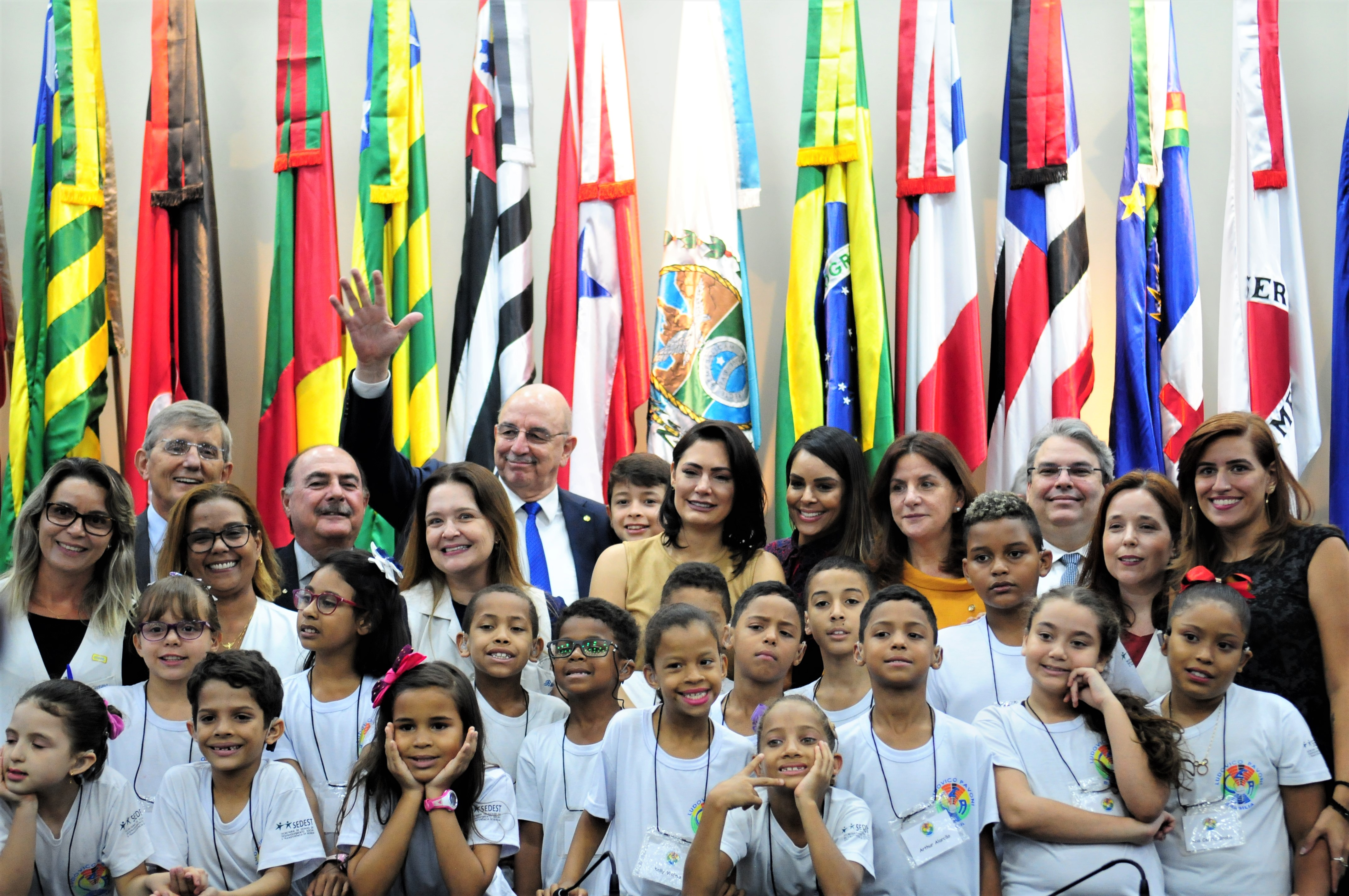
Michelle ladeada por Osmar Terra, Mayara Noronha e crianças

Com isso, serão beneficiadas crianças a partir de seis anos de idade, adolescentes, adultos e idosos de municípios com o maior número de surdos e que estejam inscritos nos programas de transferência de renda do governo, como o Bolsa Família, à exemplo das cidades de Abaetetuba, no Pará, Salvador, na Bahia, São Bernardo do Campo, em São Paulo, Aparecida de Goiânia, em Goiás e Araucária, no Paraná, que serão os primeiros municípios a receberem um investimento de R$ 1,8 milhão em 2020. O programa também busca incentivar atividades de cunho cultural e esportivo e outras ações de vivência. O Sinais conta com o apoio da Secretaria Executiva do Conselho do Programa Nacional de Incentivo ao Voluntariado, da Secretaria Nacional de Cuidados e Prevenção às Drogas, da Secretaria da Diversidade Cultural e da Secretaria Nacional de Assistencial Nacional. Com 10 milhões de surdos, o Brasil tem 39% deles distribuídos no Sudeste, 32% no Nordeste, 15% no Sul, 8% no Norte e 6% no Centro Oeste.
Neste governo ninguém vai ficar para trás. Sonho com o dia que o surdo não se sinta mais um estrangeiro em sua própria nação. É para isso que estamos trabalhando.

### Viagens oficiais

#### Argentina

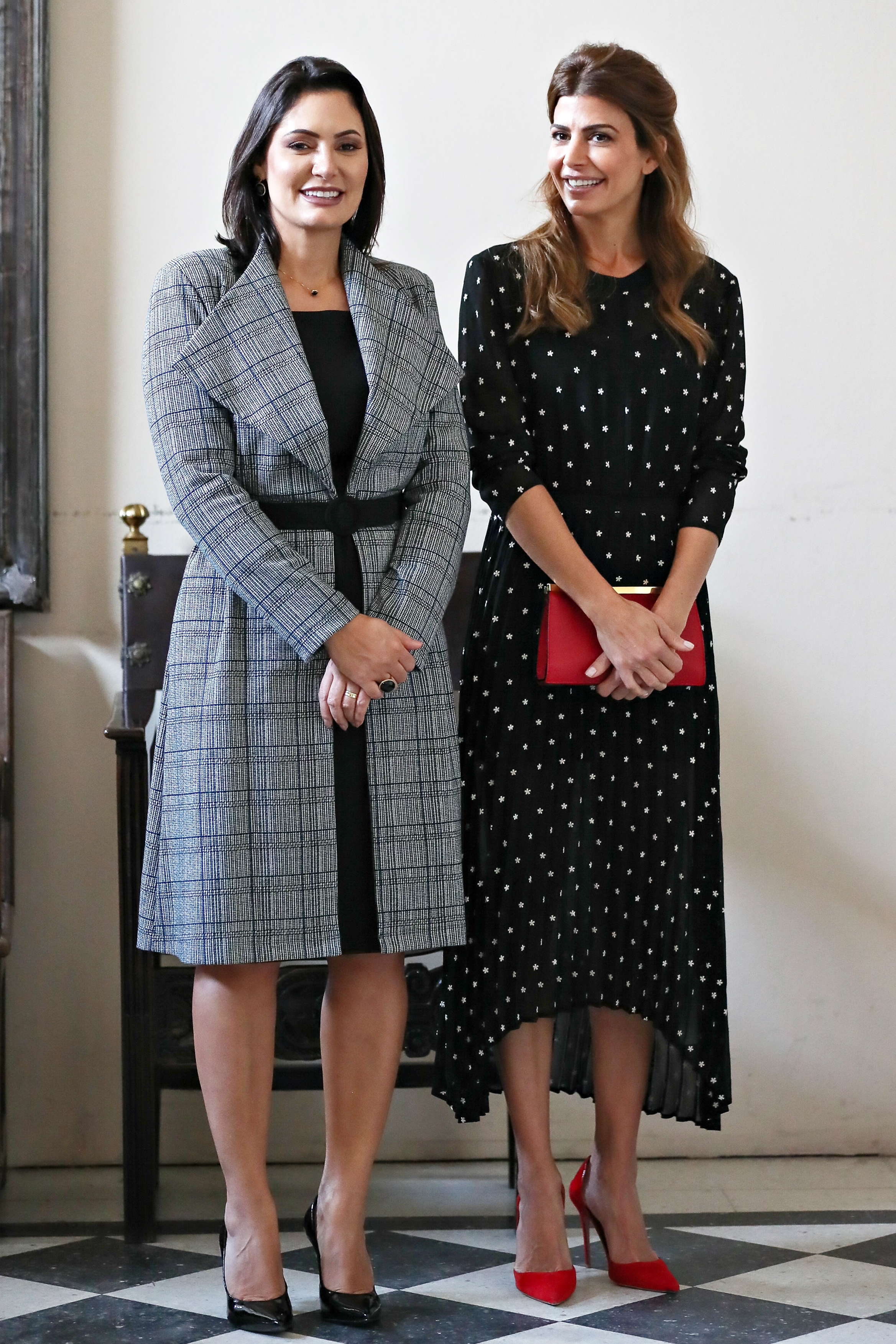
Michelle e Juliana Awada, na Casa Rosada em 2019.

Michelle fez sua primeira viagem internacional acompanhando seu marido à Argentina, em 6 de junho de 2019, e antes de seguir para a Casa Rosada, o presidente direcionou-se a Praça de San Martín e depositou flores para um dos líderes da independência argentina sobre o domínio espanhol, general José de San Martín. No ato contínuo seguiram para a Sede do Governo, onde foram recebidos pelo presidente Mauricio Macri e pela primeira-dama Juliana Awada. Michelle, que é defensora de causas sociais e especialmente no apoio aos deficientes auditivos, teve sua agenda própria e discursou na abertura da II Cúpula Global sobre Deficiência, abrindo o evento junto a primeira-dama argentina e a vice-presidente do país, Gabriela Michetti, tendo feito um apelo pelos direitos e pela inclusão total das pessoas com deficiência na sociedade.
É o nosso dever agir para fortalecer os direitos das pessoas com incapacidade, a defesa da pessoa humana, a inclusão política e também nos serviços públicos como educação e transporte. Combater as discriminações é um fator estratégico para conseguir a participação igualitária de pessoas incapacitadas em processos decisivos em nossos países.

#### Estados Unidos
A sua segunda viagem oficial foi aos Estados Unidos em 23 de setembro de 2019, para participar junto ao marido da 74ª Abertura da Assembleia Geral das Nações Unidas em Nova Iorque. Participou de uma reunião com a Aliança de Cônjuges de Chefes de Estado e Representantes, que teve como anfitriã a primeira-dama paraguaia, Silvana Abdo. Na ocasião, apresentou o programa Pátria Voluntária, voltado ao incentivo do voluntariado no país, e conheceu os projetos realizados pelas primeiras-damas do Paraguai, Colômbia, Honduras, Guatemala, Panamá e Equador.[carece de fontes?] Na programação da primeira-dama, um encontro bilateral com a primeira-dama da República Dominicana, Cándida Montilla de Medina, fervorosa religiosa de seu país, dedicada em políticas públicas de saúde e assistência social para crianças, idosos e mulheres. Na Biblioteca Pública de Nova Iorque, participou de um encontro realizado pelo Fundo das Nações Unidas para a Infância (UNICEF) com o tema "O bilhão excluído da Cobertura Universal de Saúde: crianças e pessoas com dificuldades no desenvolvimento e deficiências".[carece de fontes?]

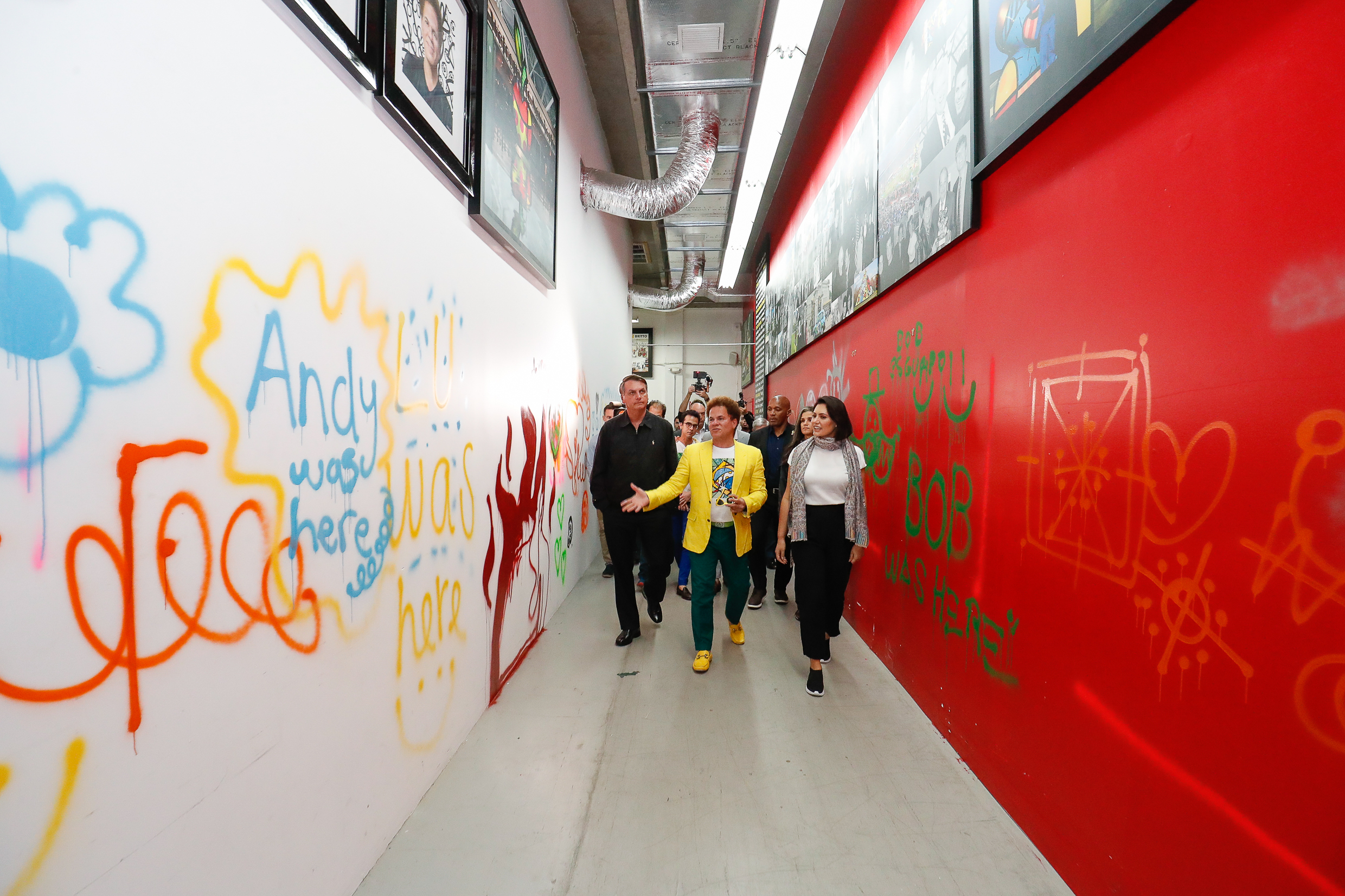
Visita ao Estúdio do Artista Romero Britto, em março de 2020.

Em 7 de março de 2020, acompanhou o marido em viagem de três dias aos Estados Unidos onde, em Miami, Bolsonaro esteve reunido com Donald Trump em um jantar no Mar-a-Lago, residência particular do presidente norte-americano. A primeira-dama visitou o ateliê do artista brasileiro Romero Britto, na qual o mesmo entregou um quadro feito em homenagem ao presidente Bolsonaro e outro em fase inicial em homenagem a Michelle. O casal presidencial brasileiro participou de um encontro com a comunidade brasileira em Miami. Na última parada da viagem em Miami, participou da sessão de abertura da Conferência Internacional Brasil-Estados Unidos, com o “novo prisma nas relações de parceria e investimentos” entre os dois países Em Jacksonville, na Flórida, visitou a fábrica da Embraer, empresa de defesa, segurança e aviação brasileira na unidade norte-americana.

#### Itália
No dia 12 de dezembro de 2019, Michelle Bolsonaro fez viagem para a Itália junto com a primeira-dama do Paraguai, Silvana Abdo, onde desembarcaram em Roma, capital do país, para uma reunião com o diretor geral adjunto da Organização das Nações Unidas para Alimentação e Agricultura, Daniel Gustafson, com o objetivo de discutir a aplicação de ações conjuntas com foco na melhoria das condições de vida das mulheres que vivem na zona rural. Foi discutido também temas como o dos direitos das pessoas com deficiência e a da nutrição na primeira infância, outras áreas de interesse prioritário da ALMA - Aliança de Primeiras-damas. A ministra da Mulher, Família e Direitos Humanos, Damares Alves, também acompanhou a comitiva da primeira-dama brasileira.[carece de fontes?]

##### Vaticano
A primeira-dama seguiu o principal compromisso oficial de sua viagem à Europa, no dia 13 de dezembro de 2019, participando de um encontro com o Papa Francisco, líder da igreja católica, para tratar de assuntos como a expansão do projeto Schola, objetivo de combate a evasão escolar, criado pelo Vaticano, sobre a proposta de "escutar o coração dos jovens, porque só ali, a partir suas dores, pode nascer uma nova cultura", e assim reintroduzir os estudantes de religiões variadas ao foco escolar. Michelle e a ministra Damares Alves também abordaram sobre a mortalidade infantil indígena. Além de Michelle Bolsonaro e Silvana Abdo, integraram a viagem as primeiras-damas da Colômbia, Juliana Ruiz; da Argentina, Fabiola Yáñez; e de Belize, Kim Simplis Barrow.[carece de fontes?]

#### Uruguai

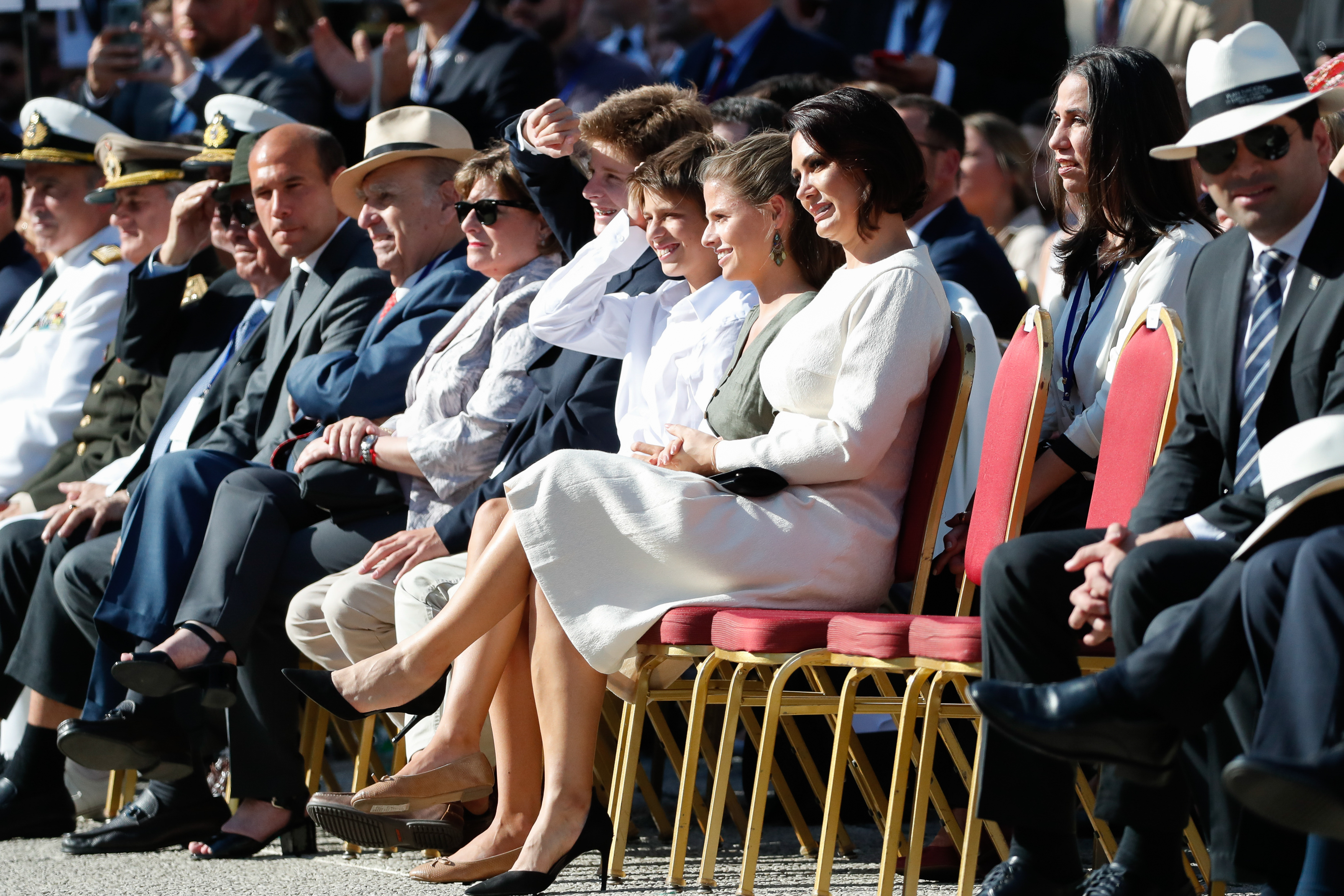
Michelle assiste a cerimônia de posse de Lacalle Pou, em março de 2020.

No dia 1 de março de 2020, Michelle acompanhou o marido Jair Bolsonaro em viagem ao Uruguai para juntos participarem da posse do presidente Luis Alberto Lacalle Pou no Palácio Legislativo de Montevidéu. A comitiva presidencial contou também com a presença dos ministros Ernesto Araújo, das Relações Exteriores, e Augusto Heleno, do Gabinete de Segurança Institucional, além da presidente do Tribunal Superior do Trabalho, Maria Cristina Peduzzi. Após o ato constitucional da cerimônia de posse, o presidente e a primeira-dama brasileiros foram recebidos pelo embaixador do Brasil no Uruguai Antonio José Ferreira Simões e sua esposa, para um jantar em homenagem ao casal Bolsonaro.

### Moda
Michelle Bolsonaro tem escolhido a estilista paulista Marie Lafayette, para criar os vestidos que usa em ocasiões especiais como primeira-dama. Lafayette desenhou o vestidos da posse presidencial e do jantar de gala usados por Michelle. Ela ainda desenhou o vestido de noiva que Michelle usou em seu casamento em 2013. De acordo com Lafayette, ela aprecia o estilo "clássico e elegante". A primeira-dama já expressou sua vontade de organizar um leilão beneficente dos vestidos que tem usado em seus compromissos, com o objetivo de arrecadar fundos a instituições de caridade, assim que tiver um número maior de peças. Michelle recebeu a maior parte da atenção na posse de seu marido como Presidente da República, usando um modelito considerado simples, mas que durou 20 dias para ser confeccionado. O modelo rosé ombro a ombro com comprimento mídi — inspirado na ex-primeira-dama dos Estados Unidos, Jacqueline Kennedy e na princesa de Mônaco, Grace Kelly —, gerou vários comentários positivos. No dia a dia seu look é sempre casual, usando basicamente calça jeans, camisetas de malha, mostrando mais sua personalidade. Gosta de peças clássicas, discretas e sem decote, tendo a cor preta como favorita, fato que a fez escolher um vestido na mesma cor com mangas rendadas para o coquetel no Itamaraty na noite da posse.[carece de fontes?] Em um evento realizado pelo Palácio do Planalto em abril de 2019, Michelle surgiu com um tubinho branco e colar de pérolas, gerando comparações a Diana, Princesa de Gales. Ao participar da posse de Regina Duarte como Secretária Especial da Cultura, Michelle apostou num vestido marrom longo clássico de poá, da grife carioca Lethi, das estilistas Carolina Neves e Thaiana Seabra Boroni. O modelo esteve na coleção feminina que foi lançada em 2019 e se esgotou rapidamente. Após a primeira-dama ter usado a peça, várias clientes da grife pediram para repor a peça pelas redes sociais, mas a marca garantiu que o produto não estava mais indisponível, visto que é de uma coleção passada.

## Carreira política

### Pré-candidatura ao Senado Federal
Em 17 de julho de 2025 o ex-presidente Jair Bolsonaro confirmou que Michelle é pré-candidata a uma vaga no Senado Federal pelo Distrito Federal nas eleições de 2026. 

## Honras

### Condecorações
| Insígnia | País    | Honra | Data                   |
| -------- | ------- | --- | ---------------------- |
|          | Brasil  | Grande Oficial da Ordem do Mérito da Defesa, concedida pelo presidente Jair Bolsonaro                       | 10 de junho de 2021    |
|          | Bahrein | Primeira classe da Ordem do Sheikh Isa bin Salman Al Khalifa, condecorada pelo rei Hamad bin Isa al-Khalifa | 16 de novembro de 2021 |
|          | Brasil  | Grande Oficial da Ordem do Mérito Judiciário do Trabalho, agraciada pelo Tribunal Superior do Trabalho      | 1 de dezembro de 2021  |
|          | Brasil  | Grã-Cruz da Ordem de Rio Branco, condecorada pelo presidente Jair Bolsonaro                                 | 9 de dezembro de 2021  |

### Títulos Honoríficos
- Cidadã Honorária de Fortaleza, em 16 de abril de 2019;[143]
- Medalha Tiradentes, em 17 de abril de 2019;[144]
- Medalha do Mérito Oswaldo Cruz, em 5 de agosto de 2021;[145]
- Medalha do Mérito Legislativo, em 7 de dezembro de 2022.[146]

## Controvérsias

### Coaf e Caso Queiroz
Em dezembro de 2018, um relatório do Conselho de Controle de Atividades Financeiras (Coaf) apontou movimentações financeiras suspeitas em uma conta no nome de Fabrício José Carlos de Queiroz, ex-assessor parlamentar de Flávio Bolsonaro. Uma das transações bancárias realizadas na conta de Queiroz e citadas no relatório do Coaf é referente a um cheque de 24 mil reais destinado a Michelle Bolsonaro. Para o site O Antagonista, o presidente Jair Bolsonaro disse que Fabrício Queiroz tinha uma dívida de 40 mil reais com ele, valor pago por meio de dez cheques de 4 mil reais depositados na conta de Michelle. Mas, em agosto de 2020, quase dois meses após a prisão do ex-assessor parlamentar, a revista Crusoé noticiou uma quebra de sigilo da conta bancária de Queiroz, autorizada pela Justiça, revelando que ele e sua esposa Márcia Aguiar, depositaram cerca de 21 cheques na conta de Michelle Bolsonaro, entre os anos de 2011 a 2016, totalizando um valor de 89 mil reais.
Por causa disso, Michelle foi satirizada pela banda Detonautas Roque Clube com uma música intitulada Micheque. Seus assessores afirmaram que pretendem processar a banda por injúria, calúnia e difamação e ela cobrou de Jair Bolsonaro uma solução para a situação. Ela foi ao Departamento Estadual de Investigações Criminais da Polícia Civil de São Paulo para prestar queixa e solicitar que a música fosse retirada das plataformas digitais e proibida de ser executada. Indagado sobre a ação judicial, o vocalista da banda, Tico Santa Cruz, afirmou que "Ela tem que cobrar do Bolsonaro".

### Dados na Receita Federal
Em 5 de abril de 2019, a Receita Federal notificou à Polícia Federal o acesso "sem motivação legal" por dois servidores do órgão às informações fiscais de Jair e Michelle Bolsonaro, considerados dados sigilosos. Enquanto sob investigação pela polícia, os dois servidores passam por procedimento correicional. Um deles, Odilon Ayub Alves, irmão da deputada Norma Ayub (DEM), alegou à polícia que o acesso se deu por uma "brincadeira" e negou o vazamento de informações.

### Intolerância religiosa
Em agosto de 2022, em uma postagem em sua conta no Instagram, foi acusada de intolerância religiosa. Ao compartilhar na rede social, um story em sua conta de um vídeo, originalmente publicado pela vereadora Sonaira Fernandes (Republicanos), em que mostrava o ex-presidente Luiz Inácio Lula da Silva (PT) recebendo um banho de pipoca dado por representantes de um terreiro candomblecista na cidade de Salvador. O ritual simboliza uma proteção espiritual para crenças como umbanda e candomblé. Ao compartilhar o vídeo, Michelle escreveu, “isso pode né! Eu falar de Deus não”.
A postagem gerou reações na sociedade civil.  Ivanir dos Santos, interlocutor da Comissão de Combate à Intolerância Religiosa da Ordem dos Advogados do Brasil (OAB) no Rio de Janeiro, condenou a publicação de Michelle, em entrevista ao jornal Extra e afirmou que "Michelle se usa de um conceito racista de que o que é branco e europeu é bom e deve ser exaltado. Já o que vem da África, do povo preto, é do mal. É uma ignorância porque nas tradições africanas há a figura do criador. Esse Deus dela tem origem no nosso continente". A Frente Inter-religiosa Dom Paulo Evaristo Arns por Justiça e Paz, também se pronunciou sobre o assunto e afirmou sentir 'preocupação' com postagens desse gênero e em nota afirmou que: "em nome do respeito à fé, pedimos que a primeira-dama se retrate imediatamente, dentro dos princípios cristãos de amor ao próximo que afirma professar e aja em conformidade com as leis que regem nosso país, a fim de que seja verdadeiramente uma pátria para todos os brasileiros e brasileiras, indistintamente de opção religiosa ou política".
Também houve reações no campo político, como de partidos como o Partido Socialismo e Liberdade (PSOL) e a deputada estadual de São Paulo, Leci Brandão (PCdoB) que condenaram a atitude da primeira-dama.

### Oficial
- Michelle Bolsonaro no Instagram

### Outras
- «Michelle Bolsonaro em foto oficial», ALMA - Alianza de Primeras Damas
- «A mulher dos bastidores: saiba quem é Michelle Bolsonaro, a nova primeira-dama», G1, 28 de outubro de 2018